# Provincia de Ávila
Ávila es una provincia del centro de España perteneciente a la comunidad autónoma de Castilla y León. Su capital es la ciudad de Ávila y está formada por 248 municipios. Su relieve está marcado por la presencia al sur del sistema Central, que la divide en dos zonas: la mayor parte del territorio abulense se ubica en la submeseta norte, si bien incluye también una franja al sur de la sierra de Gredos. Ávila, que limita con las provincias de Valladolid, Salamanca, Cáceres, Toledo, Madrid y Segovia, es una de las provincias menos pobladas del país, con 160 463 habitantes (INE 2024).

## Símbolos
El escudo de la provincia de Ávila reúne los blasones de poblaciones que han sido cabeza de los antiguos partidos judiciales; como Arenas de San Pedro con su castillo incendiado. En su parte central figuran las armas de la ciudad de Ávila, un campo de gules o rojo en el que aparece representado el rey Alfonso VII de León en el ábside de la catedral de Ávila junto al lema: Ávila del Rey.

## Geografía
La provincia, que tiene una extensión de 8051,15 km², está situada al sur de la comunidad autónoma de Castilla y León. Limita con las provincias de Madrid, Toledo (Castilla-La Mancha) y Cáceres (Extremadura), aparte de con las provincias castellano y leonesas de Salamanca, Segovia y Valladolid.
| Noroeste: Salamanca | Norte: Valladolid | Noreste: Segovia |
| Oeste: Salamanca    |                   | Este: Madrid     |
| Suroeste: Cáceres   | Sur: Toledo       | Sureste: Toledo  |

### Orografía
Es propio de esta provincia su gran diversidad orográfica. Es la provincia de mayor altitud en promedio de España, con una altura media de 1131,8 m. Se distinguen tres grandes regiones:
La zona norte, continuación de la meseta Norte y del valle del Duero está caracterizada por un paisaje llano con suelos formados por materiales sedimentarios. Comprende la comarca de La Moraña. Los principales municipios son Arévalo y Madrigal de las Altas Torres.
La zona central donde se localizan el Valle de Amblés, el del Corneja y las zonas de montaña (sierra de Gredos, sierra de Béjar, sierra de Villafranca, La Serrota, sierra de la Paramera, sierra de Ávila o la sierra de Malagón) presenta ingentes formaciones graníticas que alcanzan su mayor altitud en el pico del Moro Almanzor, que con 2592 metros es la cumbre culminante de la sierra de Gredos y la más elevada de todo el sistema Central. Su clima de montaña se caracteriza por temperaturas muy bajas en el periodo invernal y veranos cortos y no muy calurosos. Son localidades importantes Ávila, Las Navas del Marqués, El Barco de Ávila y Piedrahíta.
La zona al sur del sistema Central que comprende la parte abulense del valle del Tiétar está caracterizada por su menor altitud y un clima más cálido. En esta parte es fácil encontrar naranjos, olivos y palmeras en los principales pueblos. Entre los municipios más importantes de esta zona se encuentran Arenas de San Pedro, Candeleda, Sotillo de la Adrada, Mombeltrán y Lanzahíta.
En el oriente de la provincia, en torno al valle del Alberche y a las estribaciones meridionales de la sierra de Guadarrama, se localizan municipios como El Tiemblo, Cebreros o El Hoyo de Pinares.

### Hidrografía
| En tonos azules las subcuencas de la cuenca hidrográfica del Duero: 1) Cuenca del Tormes 2) Cuenca del río Trabancos 3) Cuenca del río Zapardiel 4) Cuenca del Adaja En tonos verdes las subcuencas de la cuenca hidrográfica del Tajo: 5) Cuenca del Alberche 6) Cuenca del río Tiétar |

La provincia de Ávila es atravesada de suroeste a noreste por el Sistema Central, lo que la convierte en divisoria de aguas entre las cuencas hidrográficas del río Duero y del río Tajo.  
Entre las sierras de Gredos y la alineación de Serrota-Paramera nacen los ríos Tormes y Alberche. El río Tormes recoge aguas del alto Gredos, sobre todo la escorrentía del Circo de Gredos, y lleva una dirección este-oeste hasta Barco de Ávila, donde gira hacia el norte, para recibir las aguas del río Corneja en La Horcajada, camino de Salamanca para desembocar en el río Duero. 
El río Alberche nace en la vertiente sur de la sierra de Villafranca, y recoge aguas de la vertiente sur de La Serrota, encharcando el valle alto con un recorrido meandriforme lleva una dirección oeste-este, antes de girar hacia el sur y encajarse en las cercanías de la Cueva del Maragato y hasta la Venta de Rasquilla, en donde gira de nuevo hacia el este. El tramo alto, hasta la Venta Rasquilla con su codo de captura, pertenecía al río Tormes, que lleva sus aguas al Duero, pero la erosión remontante del Alberche, afluente del Tajo, consiguió captar estas aguas de entre sierras hacia el sur. 
El río Tiétar recorre el sur de la provincia, de este a oeste camino del río Tajo, del que es afluente, recibiendo las aguas de la vertiente sur (la de solana y a la vez de barlovento) de Gredos, la más lluviosa, por ser el primer murallón con el que se encuentran la borrascas atlánticas que entran por el suroeste de la península ibérica. 
Entre La Serrota y la sierra de Ávila, nace el río Adaja, que tras recorrer el valle de Amblés de oeste a este, y llegar a Ávila gira hacia el norte camino del río Duero, para ser represado en la Presa de Fuentes Claras y en la de las Cogotas, antes de llegar a Arévalo, donde recibe las aguas del río Arevalillo. 
También van al Duero el río Voltoya, que desemboca en el Eresma —afluente a su vez del Adaja—, del que se abastece Ávila ciudad, mediante el agua embalsada en el embalse de Serones; así como el río Trabancos y el Zapardiel.

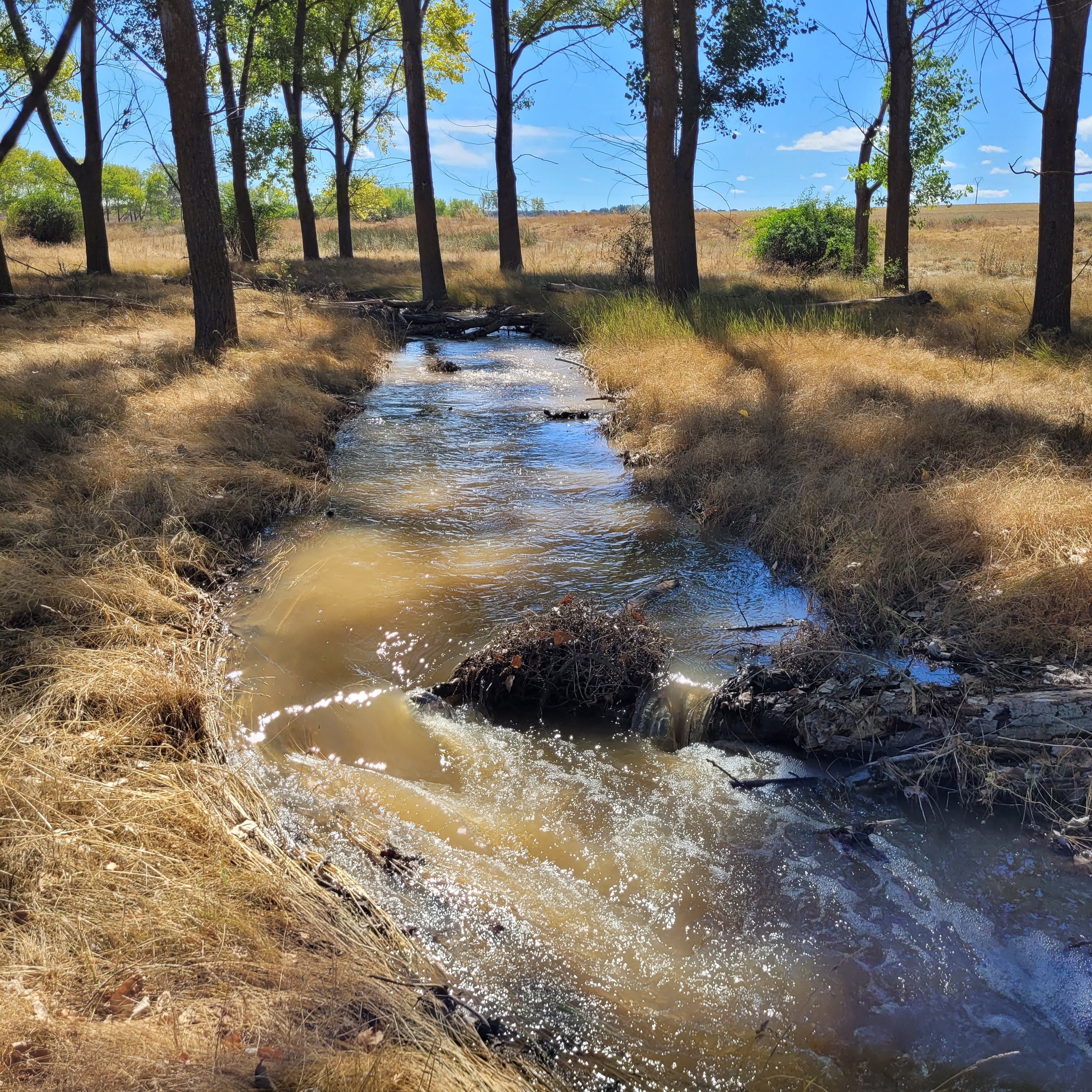
Río Valtodano en Langa, afluente del Zapardiel (ejemplo de ríos de llanura)

Los ríos Zapardiel y Trabancos conforman los denominados "ríos de llanura" caracterizados por sus escasas pendientes y valles muy amplios que crean grandes llanuras de inundación. Tanto los ríos principales, como los afluentes principales de estos (río Valtodano del Zapardiel, y río Regamón del Trabancos) se ven muy influenciados por la sobreexplotación del Acuífero de los Arenales, pasando de ríos ganadores a ríos perdedores. Esta situación también se aplica en el río Arevalillo y sus afluentes los ríos Merdero, Las Berlanas y Espinarejo.
Otros ríos de menos importancia son el río Aravalle, el Almar, el Gamo y el Margañán que acaban en el Tormes; y el río Cofio que desemboca en el Alberche.
A destacar dos acuíferos: el acuífero del valle de Amblés y el de los Arenales.

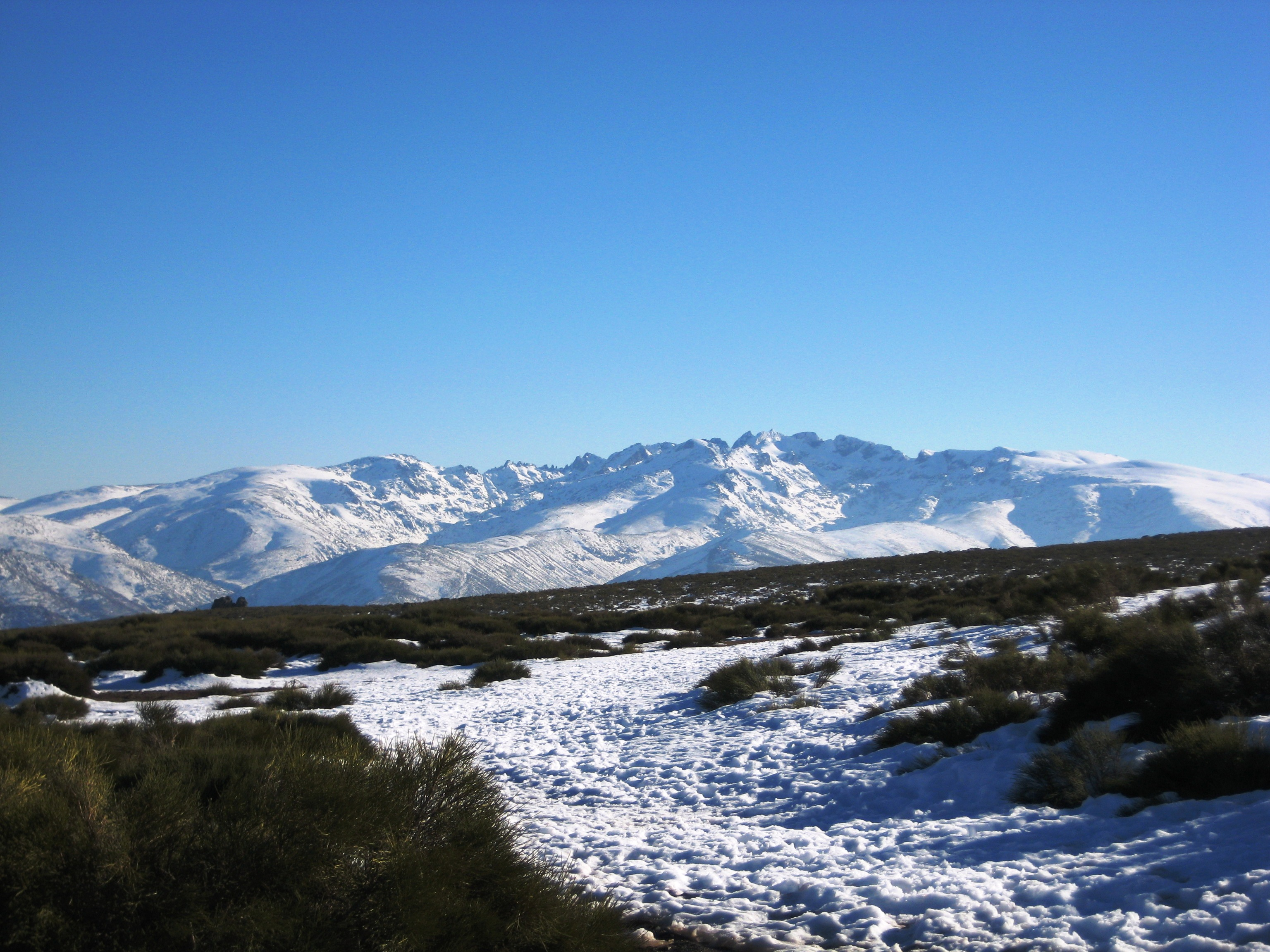
Sierra de Gredos en febrero

### Clima
La orografía de la provincia es la causa de la diversidad en el clima de esta. En las series climáticas referidas al periodo 1960-1996 la estación meteorológica más lluviosa de la provincia fue la correspondiente al municipio de Guisando, en la falda sur de la sierra de Gredos, con un valor de 1931,1 mm. El promedio de precipitación media anual de las 79 estaciones termopluviométricas fue en ese mismo periodo de 728,6 mm, mientras que la temperatura media de estas fue de 11,8 °C. La provincia se divide principalmente en 4 variedades climáticas atendiendo a la clasificación climática agraria de Papadakis: «mediterráneo subtropical», «mediterráneo templado», «mediterráneo templado fresco» y «mediterráneo continental».
Existen tres dominios principales de precipitación: En la vertiente de la sierra de Gredos las precipitaciones son muy abundantes, sobrepasándose con frecuencia los 1500 mm en promedio anual. Le corresponde una temperatura media anual en torno a los 15 °C. La zona montañosa central entre las sierras de Gredos y Ávila presenta unos niveles decrecientes en sentido sur-norte, desde el máximo en la sierra de Gredos (los 1500 m mencionados anteriormente) a un mínimo de unos 500 mm. La temperatura media anual —aunque variable en función de la altitud— podría situarse en 9 °C. Por último la llanura sedimentaria septentrional presenta unas precipitaciones muy escasas —con frecuencia por debajo de los 400 mm anuales- y una importante aridez estival. Por último la temperatura media anual en esta zona es de alrededor de 12 °C.
Según el Atlas climático ibérico de la Agencia Estatal de Meteorología y de acuerdo con la clasificación climática de Köppen, en la provincia se dan las variedades de clima mediterráneo Csb (templado con verano seco y templado) y Csa (templado con verano seco y caluroso); el segundo principalmente en la parte sur de la provincia. En las cumbres más altas se da un clima mediterráneo de montaña de tipo Dsb con temperaturas medias del mes más frío por debajo de los 0 °C.
| Parámetros climáticos promedio de Observatorio de Ávila (distrito Hervencias) (1130 m s. n. m.) (Periodo de referencia: 1983-2010) | Parámetros climáticos promedio de Observatorio de Ávila (distrito Hervencias) (1130 m s. n. m.) (Periodo de referencia: 1983-2010) | Parámetros climáticos promedio de Observatorio de Ávila (distrito Hervencias) (1130 m s. n. m.) (Periodo de referencia: 1983-2010) | Parámetros climáticos promedio de Observatorio de Ávila (distrito Hervencias) (1130 m s. n. m.) (Periodo de referencia: 1983-2010) | Parámetros climáticos promedio de Observatorio de Ávila (distrito Hervencias) (1130 m s. n. m.) (Periodo de referencia: 1983-2010) | Parámetros climáticos promedio de Observatorio de Ávila (distrito Hervencias) (1130 m s. n. m.) (Periodo de referencia: 1983-2010) | Parámetros climáticos promedio de Observatorio de Ávila (distrito Hervencias) (1130 m s. n. m.) (Periodo de referencia: 1983-2010) | Parámetros climáticos promedio de Observatorio de Ávila (distrito Hervencias) (1130 m s. n. m.) (Periodo de referencia: 1983-2010) | Parámetros climáticos promedio de Observatorio de Ávila (distrito Hervencias) (1130 m s. n. m.) (Periodo de referencia: 1983-2010) | Parámetros climáticos promedio de Observatorio de Ávila (distrito Hervencias) (1130 m s. n. m.) (Periodo de referencia: 1983-2010) | Parámetros climáticos promedio de Observatorio de Ávila (distrito Hervencias) (1130 m s. n. m.) (Periodo de referencia: 1983-2010) | Parámetros climáticos promedio de Observatorio de Ávila (distrito Hervencias) (1130 m s. n. m.) (Periodo de referencia: 1983-2010) | Parámetros climáticos promedio de Observatorio de Ávila (distrito Hervencias) (1130 m s. n. m.) (Periodo de referencia: 1983-2010) | Parámetros climáticos promedio de Observatorio de Ávila (distrito Hervencias) (1130 m s. n. m.) (Periodo de referencia: 1983-2010) |
| Mes | Ene. | Feb. | Mar. | Abr. | May. | Jun. | Jul. | Ago. | Sep. | Oct. | Nov. | Dic. | Anual |
| --- | --- | --- | --- | --- | --- | --- | --- | --- | --- | --- | --- | --- | --- |
| Temp. máx. abs. (°C) | 19.6 | 19.8 | 22.6 | 25.4 | 30.6 | 34.8 | 37.6 | 37.4 | 35.4 | 29.2 | 22.4 | 19.0 | 37.6 |
| Temp. máx. media (°C) | 7.6 | 9.4 | 12.6 | 14.3 | 18.5 | 24.3 | 28.5 | 27.9 | 23.4 | 16.9 | 11.2 | 8.4 | 17.0 |
| Temp. media (°C) | 3.0 | 4.3 | 6.7 | 8.5 | 12.5 | 17.4 | 20.6 | 20.2 | 16.5 | 11.4 | 6.4 | 4.0 | 11.0 |
| Temp. mín. media (°C) | -1.6 | -0.8 | 0.8 | 2.7 | 6.4 | 10.2 | 12.6 | 12.4 | 9.6 | 5.9 | 1.7 | -0.4 | 5.0 |
| Temp. mín. abs. (°C) | -16.0 | -12.0 | -13.2 | -8.6 | -4.6 | -1.0 | 1.0 | 1.4 | -3.0 | -5.4 | -14.0 | -13.4 | -16.0 |
| Precipitación total (mm) | 33.6 | 23.7 | 22.9 | 39.6 | 55.4 | 33.2 | 12.0 | 18.8 | 30.0 | 52.9 | 48.4 | 41.7 | 415.6 |
| Días de precipitaciones (≥ 1 mm)                                                                                                   | 5.9 | 5.0 | 4.2 | 7.8 | 9.0 | 4.7 | 1.9 | 2.6 | 4.4 | 7.6 | 7.1 | 6.7 | 66.9 |
| Días de nevadas (≥ ) | 4.5 | 4.3 | 2.3 | 2.2 | 0.4 | 0.0 | 0.0 | 0.0 | 0.0 | 0.1 | 1.9 | 3.2 | 20.2 |
| Horas de sol | 133.4 | 153.7 | 212.1 | 223.0 | 252.8 | 312.5 | 353.1 | 321.9 | 243.6 | 181.7 | 130.8 | 116.9 | 2635.5 |
| Humedad relativa (%) | 78 | 72 | 63 | 63 | 59 | 51 | 43 | 45 | 56 | 69 | 78 | 79 | 63 |
| Fuente: Agencia Estatal de Meteorología                                                                                            | | | | | | | | | | | | | |

### Ecosistemas
La diversidad orográfica antes indicada hace de Ávila una de las provincias interiores españolas más ricas en ecosistemas y por tanto en biodiversidad. Así se pueden distinguir cuatro tipos de ecosistemas principales:

#### Llanura cerealística
Situada en la parte norte de la provincia y compuesta por grandes planicies de campos de cultivo con bosques isla diseminados, la mayor superficie forestal se concentra en el corredor del río Adaja desde Villanueva de Gómez hasta Arévalo de unos 30 kilómetros de largo con bosque de pinar, en superficie le siguen los pinares próximos a Nava de Arévalo. En las márgenes de los principales ríos se encuentran interesantes bosques de ribera.
En esta zona el principal cultivo es cereal de secano, si bien en los últimos años se ha desarrollado extraordinariamente el cultivo de regadío irrigado desde el embalse de Las Cogotas (desde 2010 la zona de Nava de Arévalo riega con este embalse; y se prevé la puesta en regadío de 7000 ha en la zona) y con pozos subterráneos, hecho que tras la sobreexploatación, ha propiciado, el casi agotamiento del acuífero de Los Arenales y por tanto, ha aumentado el nivel de nitritos y arsénico en algunas muestras. Existen varias especies de aves y mamíferos, algunas de ellas de gran valor como la avutarda y el águila imperial.

#### Encinar
Se da principalmente en la parte central y sur de la provincia, en la falda de sus principales sierras. Pese a no ser muy abundantes por la tala abusiva realizada a principios del siglo XX se extienden por grandes zonas alrededor de la capital.
Los encinares existentes en las inmediaciones de Bonilla de la Sierra, La Horcajada y en el valle del Corneja son especialmente valiosos por su antigüedad, porte y magnífico estado de conservación.
Los encinares proporcionan cobijo y alimento a gran variedad de fauna, siendo de especial valor ecológico el águila imperial que llegó a ser animal prácticamente extinguido, pero en los años 90 comenzó a recuperarse.

#### Ecosistema mediterráneo
Al contrario que en otras provincias castellano-leonesas, Ávila cuenta en su extremo meridional con una zona templada, de clima mediterráneo, caracterizada por la existencia de bosques de coníferas y frondosas, además de vides, olivares, naranjos, higueras, cerezos y plantaciones de tabaco, pimentón y sandías.
Esta parte de la provincia, al abrigo de la sierra de Gredos, es la que mayor diversidad biológica posee; pero también la más amenazada por la especulación urbanística, las explotaciones mineras, el trazado indiscriminado de infraestructuras y los incendios forestales.

#### Alta montaña
El ecosistema de alta montaña se puede encontrar principalmente en la sierra de Gredos, sierra de Béjar y también en las inmediaciones del pico Zapatero (sierra de la Paramera) y en La Serrota. 
Pese a la gran presión humana que sufre, especialmente los fines de semana, la sierra de Gredos conserva una de las poblaciones más importantes de cabra montés. La preocupación de la Corona por este animal evitó su extinción y hoy en día coloca a esta población en unos niveles que permiten afirmar su supervivencia.
Otra especie seriamente amenazada que vuelve a estos lugares a finales de 1990 es el lobo, aunque su población aún no se ha asentado definitivamente.

## Historia

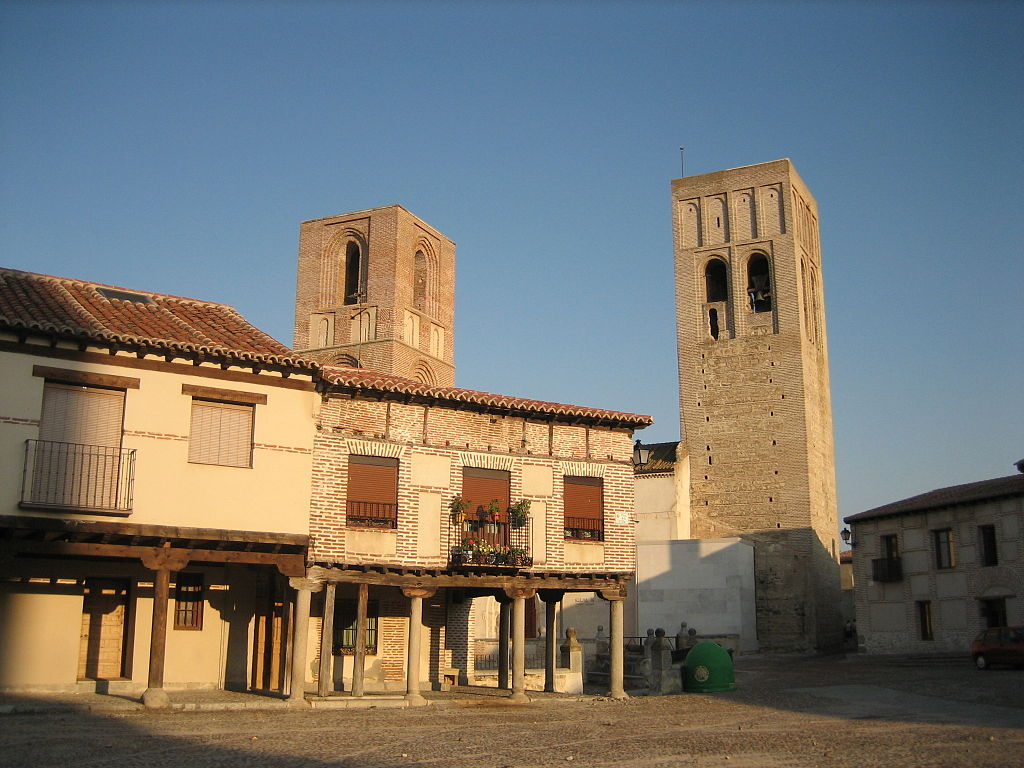
Arévalo.

### Protohistoria y Edad Antigua
Periodo prerromano

Territorio ocupado por los vetones en la parte occidental de la península

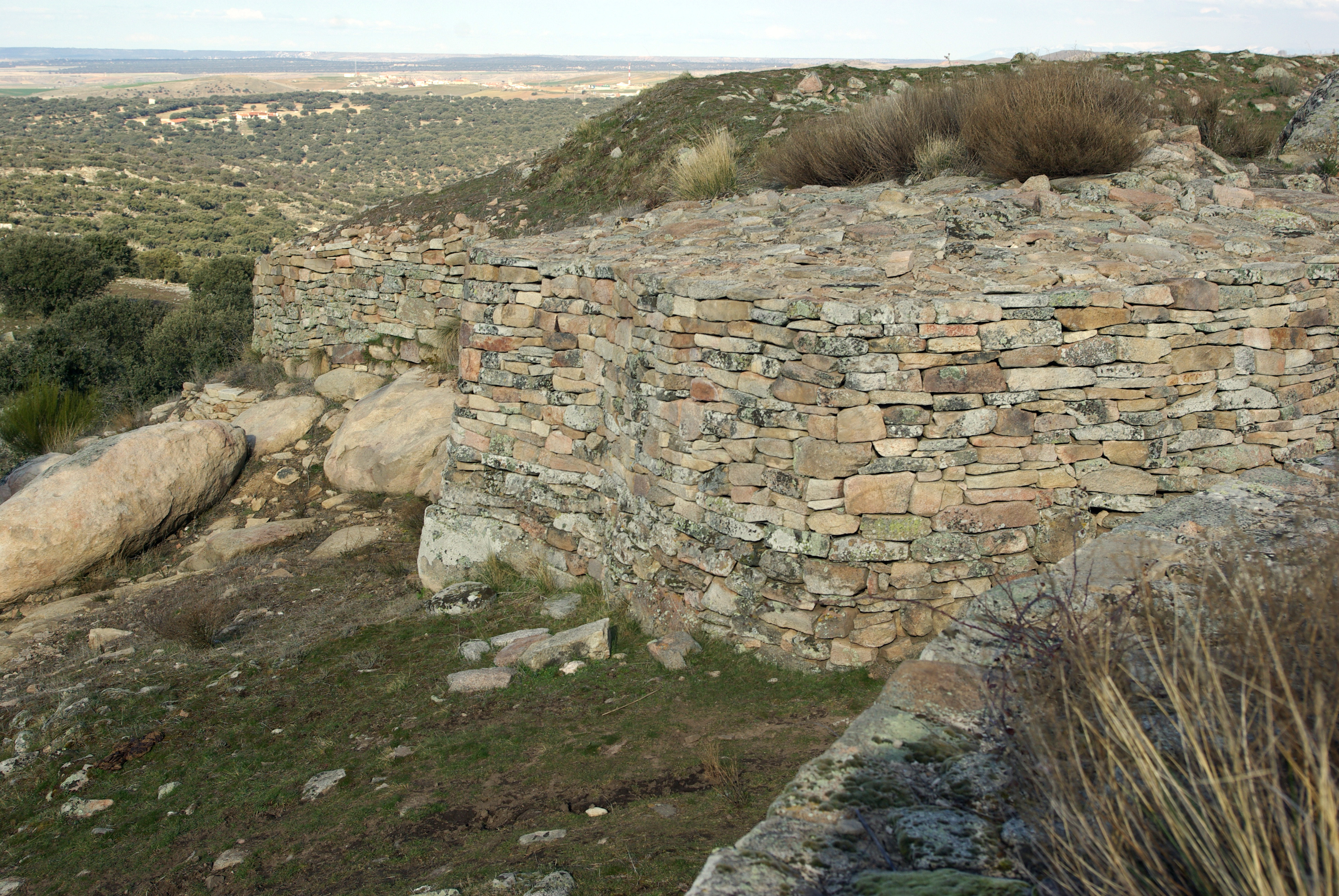
Castro de Las Cogotas

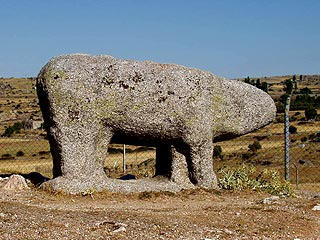
Verraco de piedra en Mingorría

Antes de la llegada de los romanos el territorio actual de la provincia estaba, principalmente, habitado por los vetones. El límite nororiental del territorio vetón se ha fijado unos pocos kilómetros al norte de la capital provincial, en Cardeñosa. Los vacceos también ocuparon una parte del territorio actual de la provincia, en la actual comarca de La Moraña.
La mayor parte de la población se concentraba en la parte central de la provincia. Los pobladores prerromanos —los vetones— crearon en este periodo grandes poblados fortificados emplazados en elevaciones del terreno, como El Raso, Las Cogotas, el Castro de la Mesa de Miranda, el Castro de la Era de los Moros o Ulaca. El castro de mayores dimensiones e importancia debió de ser el Castro de Ulaca. Una estimación sobre la población de este último ha arrojado un dato aproximado de unos 5900 habitantes. Los estudios de los ajuares de las tumbas encontradas apuntan a una sociedad vetona jerarquizada y piramidal, que estaría dominada por una élite militar, y en cuyo escalón más bajo no se descarta que hubiera podido haber quizás algunos esclavos. La base económica de los vetones fue la ganadería —en la que probablemente destacaría el ganado vacuno, con un papel secundario del ganado porcino, caprino y ovino—. Debido a que el territorio no disfrutaba de las mejores condiciones para el aprovechamiento agrícola, la agricultura quedó relegada a un segundo plano en cuanto a importancia; la caza se debió ver beneficiada por una buena calidad cinegética del territorio, mientras que la recolección de bellotas —complementada por las castañas o las nueces— debió de tener una notable importancia en la dieta de los vetones.
Los vetones erigieron un gran número de esculturas de piedra con forma de toros y cerdos, los verracos, en el territorio de la actual provincia. Aunque también se encuentran en zonas que correspondían a otros pueblos prerromanos de la península ibérica, los hallazgos se corresponden principalmente a zonas vetonas. Solo en la provincia de Ávila se ha encontrado más 43 % del total de ejemplares documentados. Su función es discutida todavía hoy en día; bien pudieron tener una función relacionada con ritos funerarios, de indicadores de cañadas ganaderas, de delimitación de territorios, de protectores del ganado, o serían estatuas a las que se otorgaba un papel mágico relacionado con la fertilidad.

Conquista de Hispania

Periodo romano
En los años 192 y 193 a. C. los vetones, en alianza en primera instancia con vacceos y celtíberos, fueron derrotados por tropas romanas comandadas por el pretor Marco Fulvio Nobilior en Toledo, que en el 193 a. C. tomó la ciudad. Se considera probable que las fuerzas vetonas correspondieran a las tribus más orientales, que habitaban el actual territorio de la provincia. No existen fuentes escritas que mencionen a los vetones significativamente entre este suceso y el comienzo de las Guerras Lusitanas (155 a. C). Durante este último conflicto, los vetones se unieron al grueso de las fuerzas de los lusitanos liderados por Púnico. Los académicos opinan mayoritariamente que este apoyo vetón debió mantenerse hasta el final de la guerra. Posteriormente la falta de noticias desde la guerra sertoriana sugiere que el territorio vetón estaba ya pacificado por aquel entonces.

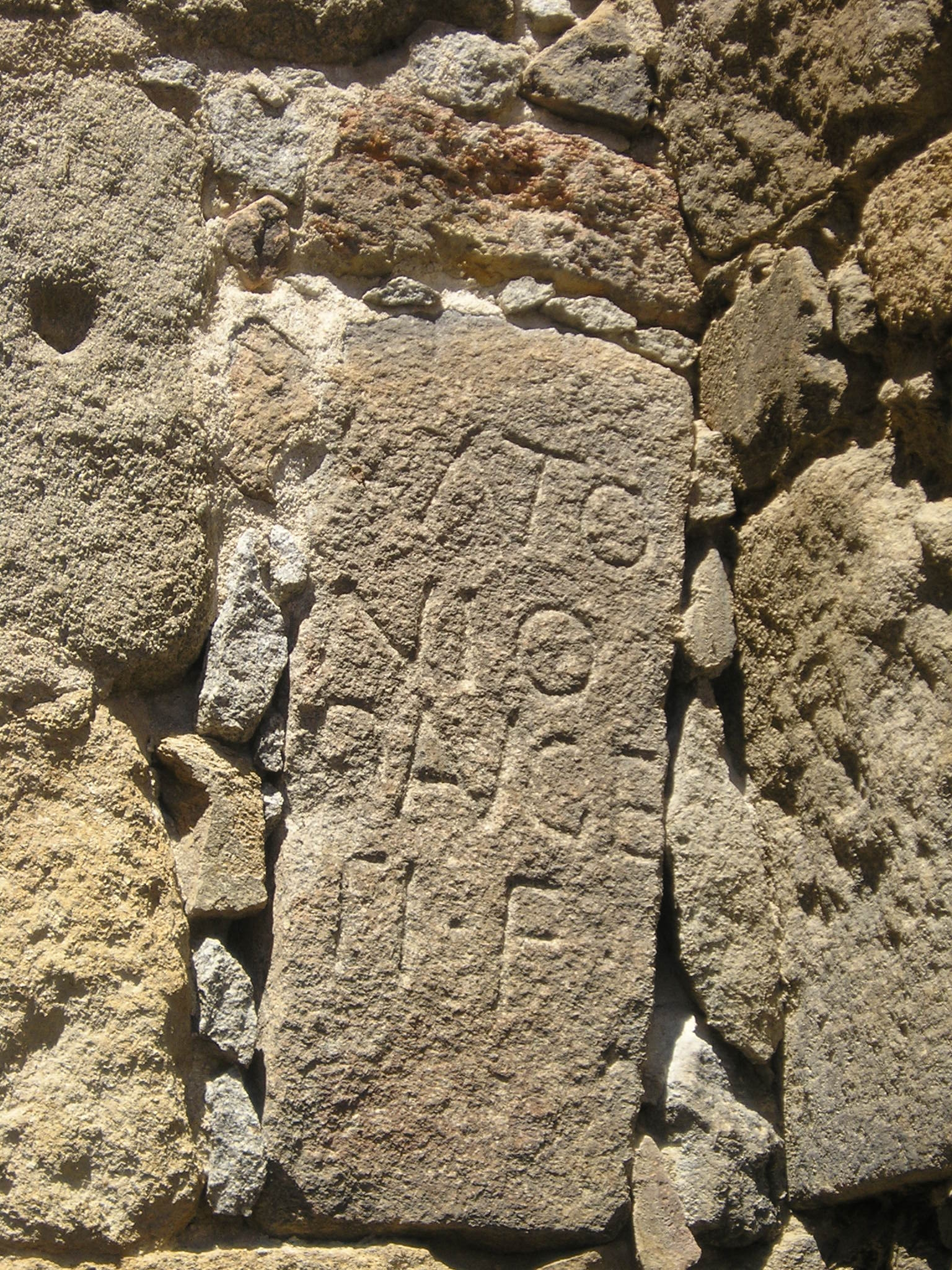
Inscripción funeraria romana incrustada en la muralla de Ávila

Augusto reorganizó en dos ocasiones las fronteras de las provincias de la Hispania Romana (datadas tentativamente alrededor del 27 a. C. y del 7-2 a. C.). Sin embargo no debieron modificar sustancialmente la adscripción de la actual provincia de Ávila. Las informaciones contradictorias que referirían el territorio de los vetones tanto a la Citerior (la nueva Tarraconense) como a la Lusitania, ha llevado a una mayoría de investigadores a concluir que el territorio vetón estaría dividido entre las dos grandes provincias, aunque el territorio de la actual provincia de Ávila habría pertenecido mayoritariamente a Lusitania exceptuando algunas zonas del norte y del este.
Ya en el siglo I a. C., con la romanización del territorio se produjeron cambios en el tipo de poblamiento, y se favoreció el desarrollo de núcleos en zonas llanas cerca de las redes viarias —sin una gran preocupación por elegir emplazamientos en función de sus posibilidades defensivas— y el abandono de la mayoría de los castros que todavía existían por entonces, especialmente los más alejados de las calzadas. Ya fuera fundación ex novo o no, la ciudad de Ávila se convierte en este periodo romano en el único gran núcleo urbano en la zona.
Del periodo tardorromano existe una importante villa romana con su necrópolis adjunta —la llamada villa romana de El Vergel— en el término municipal de San Pedro del Arroyo, en concreto al noreste de la localidad, fechada en torno a los siglos III-IV, mientras que en Niharra, a pocos kilómetros de la ciudad de Ávila, se encuentra otra villa, la de Pared de los Moros.

### Edad Media

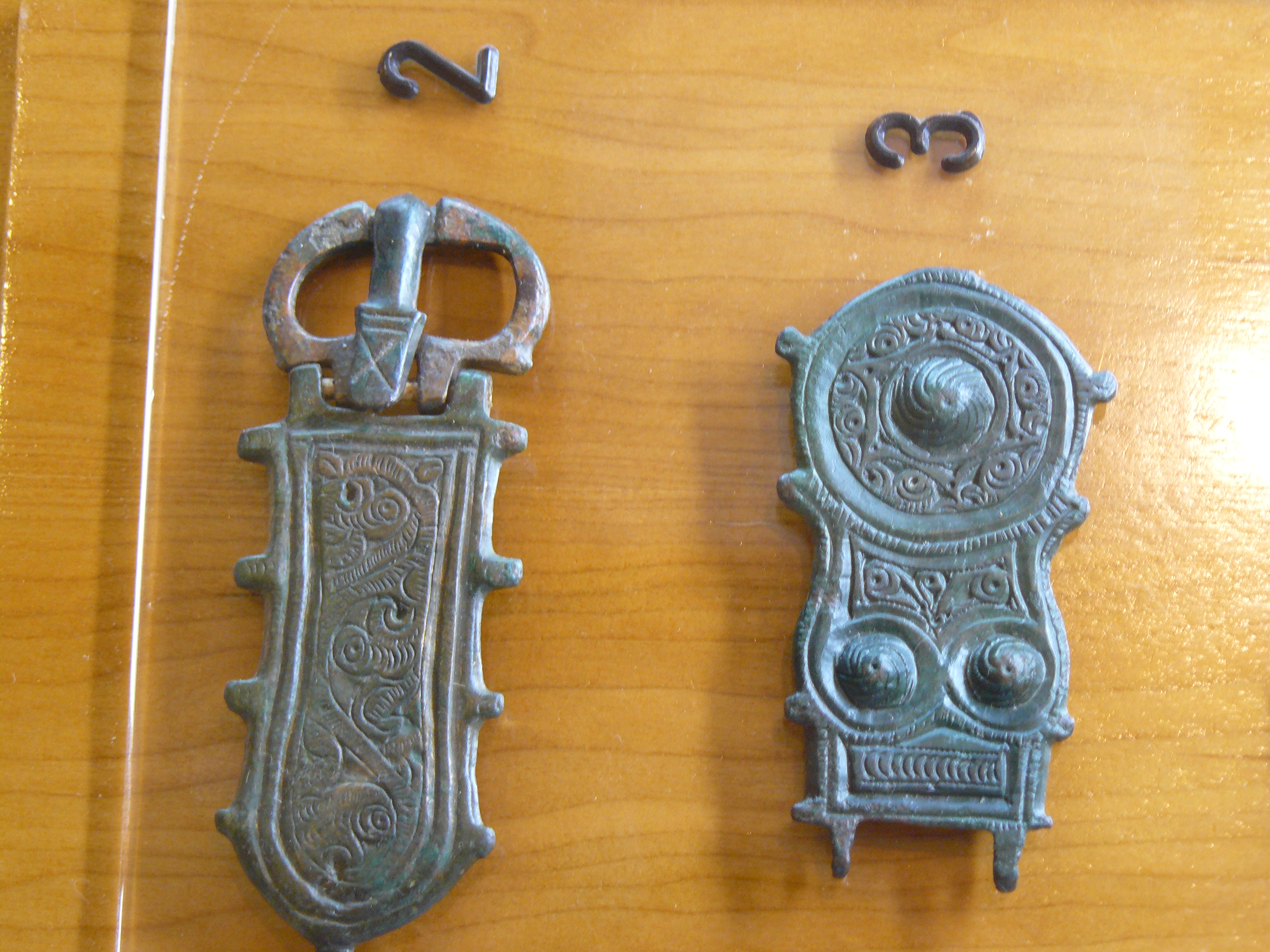
Hebillas de cinturón visigodas en el Museo de Ávila

Durante el periodo de la Hispania visigoda, es destacable en el territorio de la actual provincia —enmarcado esencialmente entonces dentro de la provincia de Lusitania— la existencia de una sede episcopal en la ciudad de Ávila, mencionada en el año 610 en un documento firmado por el obispo Iustiniano. En el plano arqueológico son reseñables los yacimientos de Los Corralillos (en Diego Álvaro) y de Solosancho, en los que se encontraron tumbas, construcciones, objetos de adorno, pizarras, cerámica y restos de arneses.
La muestra arqueológica más característica de la época visigoda en la provincia son las pizarras, encontradas principalmente en Diego Álvaro pero también en Arevalillo, Cabezas del Villar, Chamartín y Solosancho. Otras piezas aisladas han sido halladas también en Cardeñosa (una patena), Arevalillo y San Miguel de Serrezuela (restos cerámicos), Adanero (un jarro litúrgico) y Candeleda (monedas).
Pasado el dominio musulmán, tras consolidarse la reconquista cristiana en las extremaduras castellanas a partir de la toma de Toledo en 1085, el territorio de la diócesis de Ávila se va conformando de tal modo que establece la Tierra de Ávila desde la Edad Media hasta la Edad Moderna.

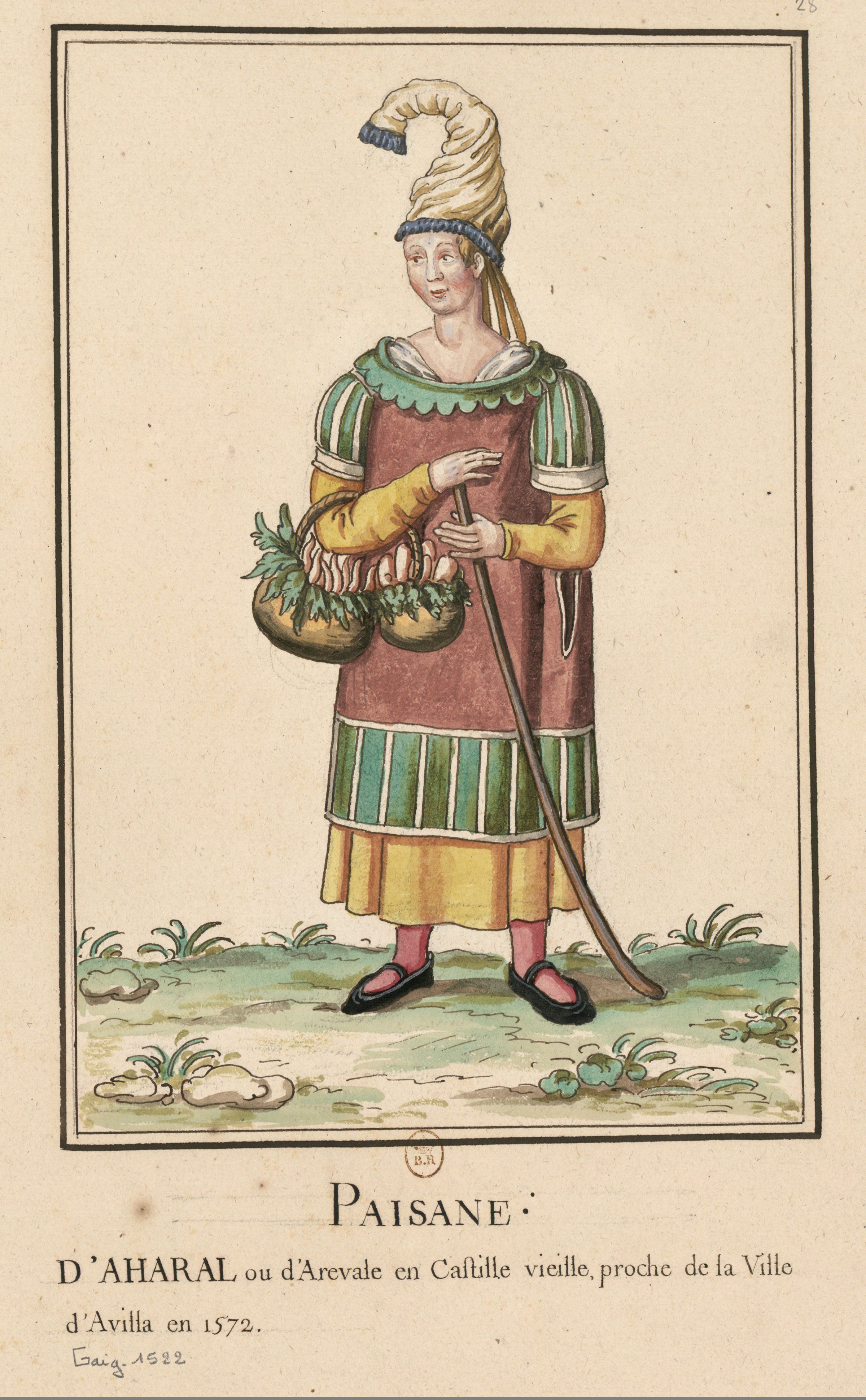
Paisana del siglo XVI, colección de Roger de Gaignières
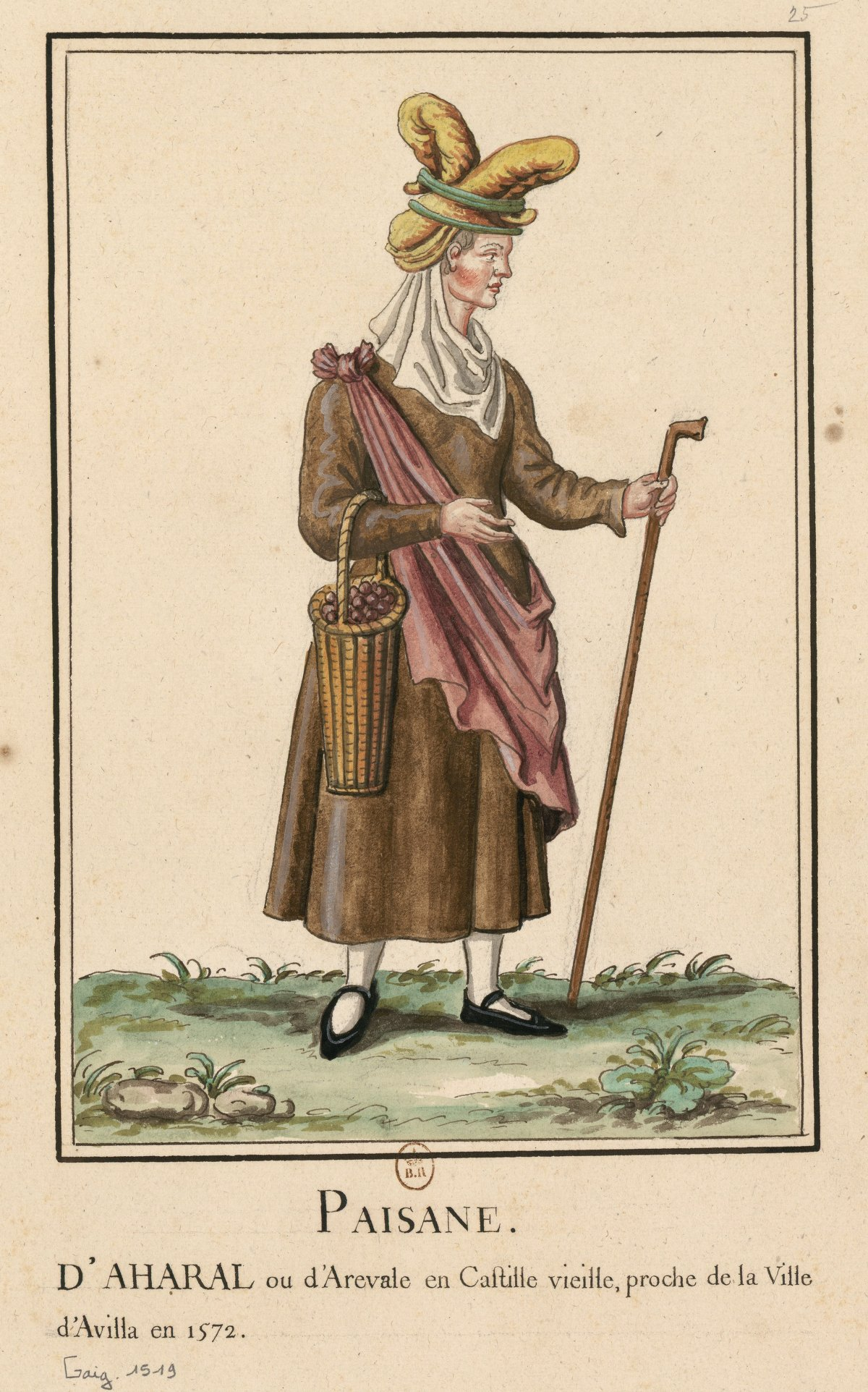
Paisana del siglo XVI, colección de Roger de Gaignières.
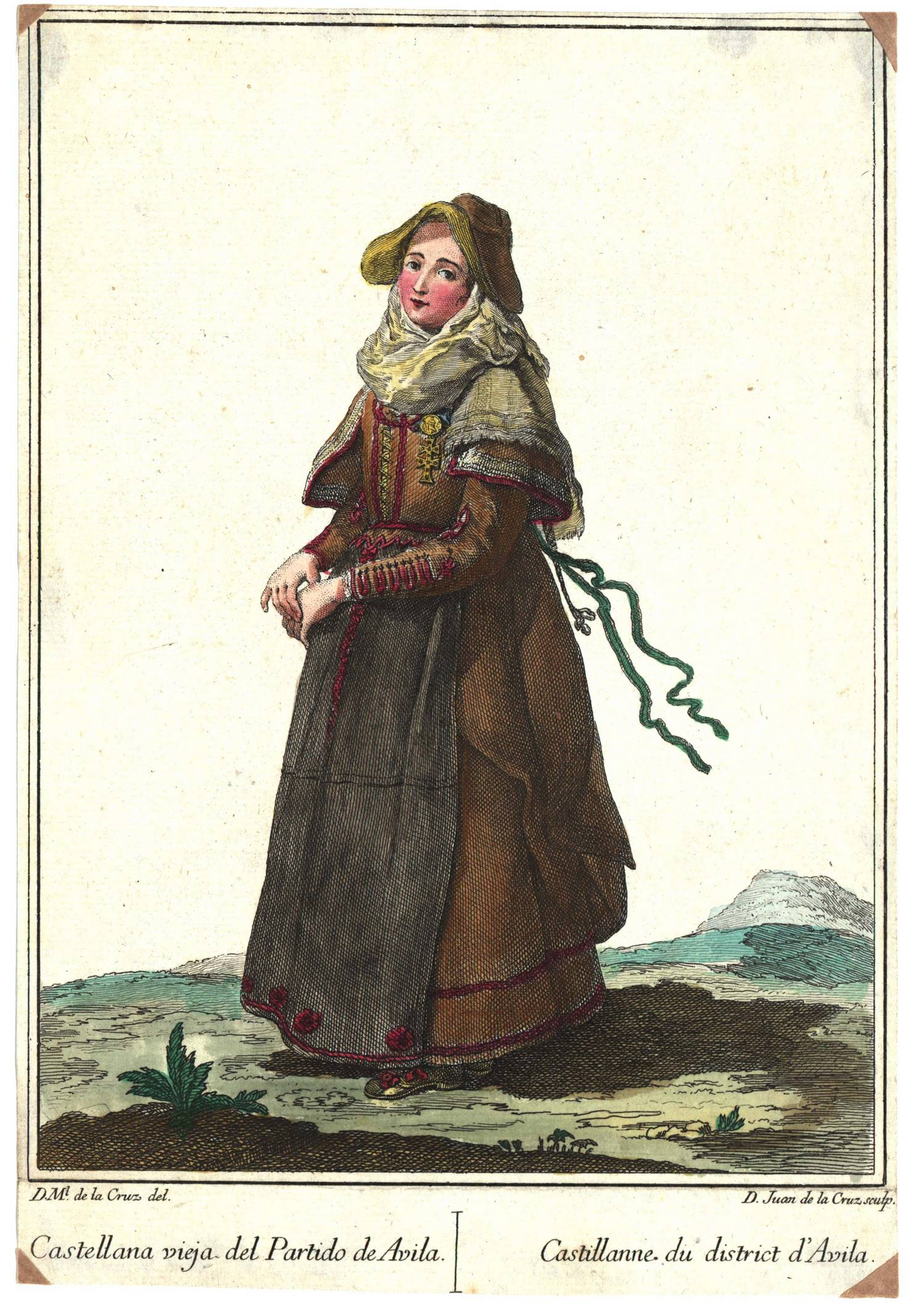
Castellana vieja de la provincia en el siglo XVIII
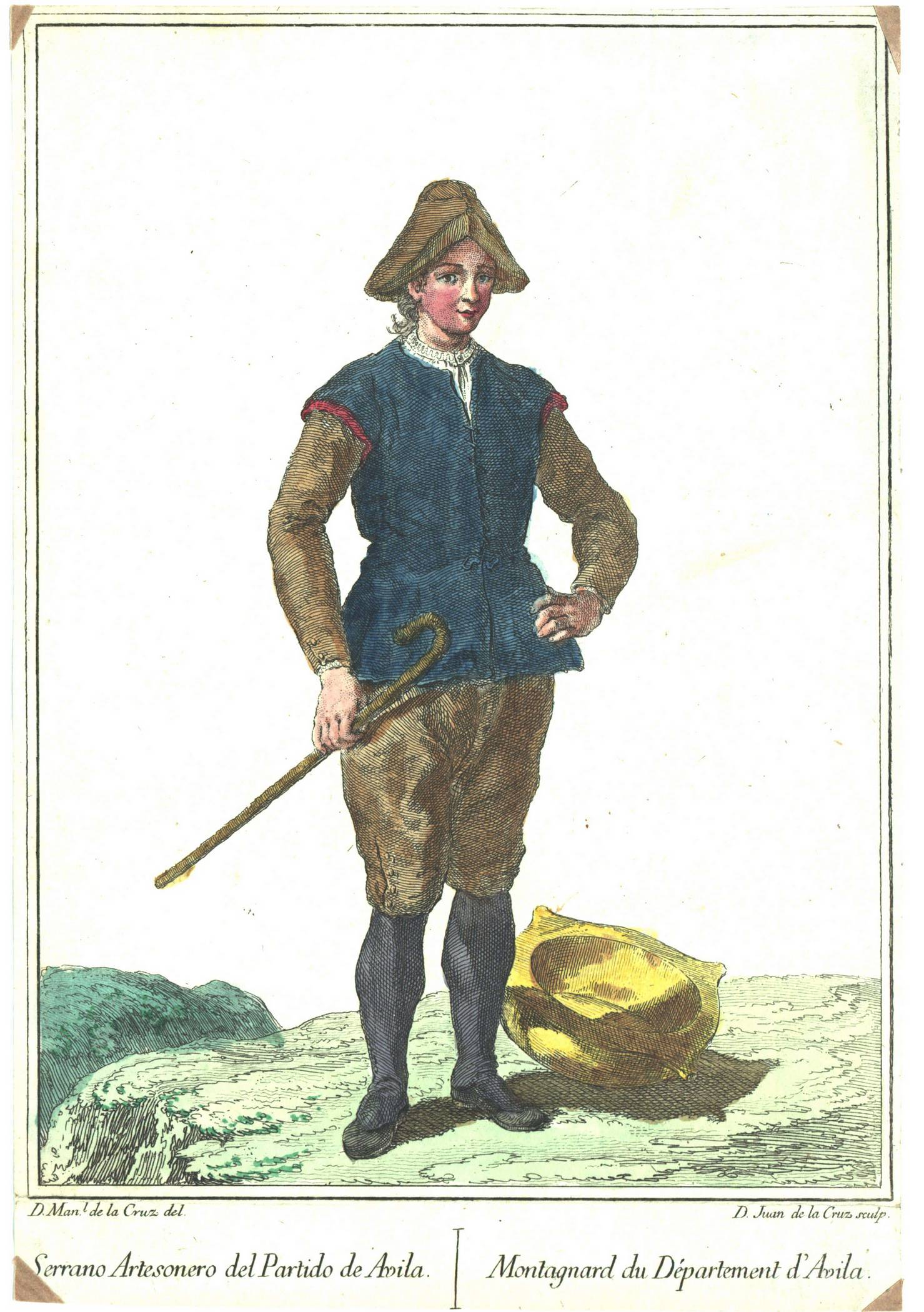
Serrano de la provincia en el siglo XVIII
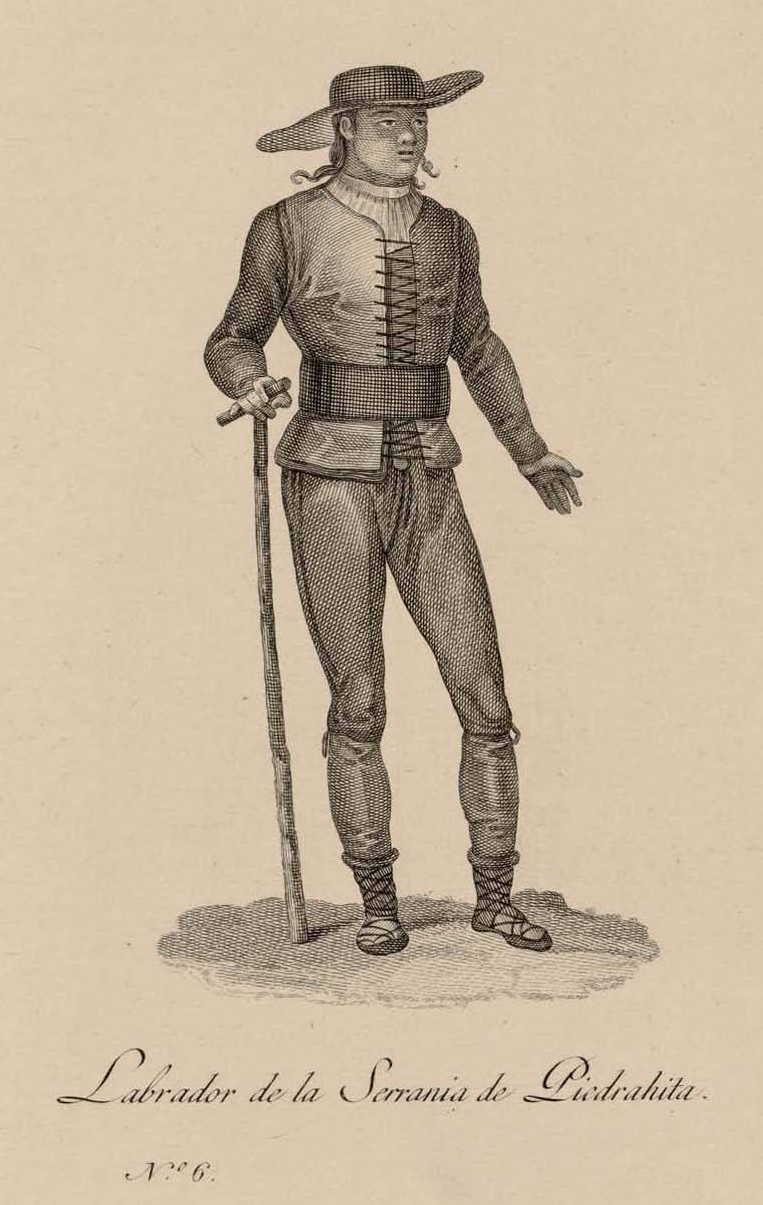
Labrador de la Serranía de Piedrahíta (siglo XIX)
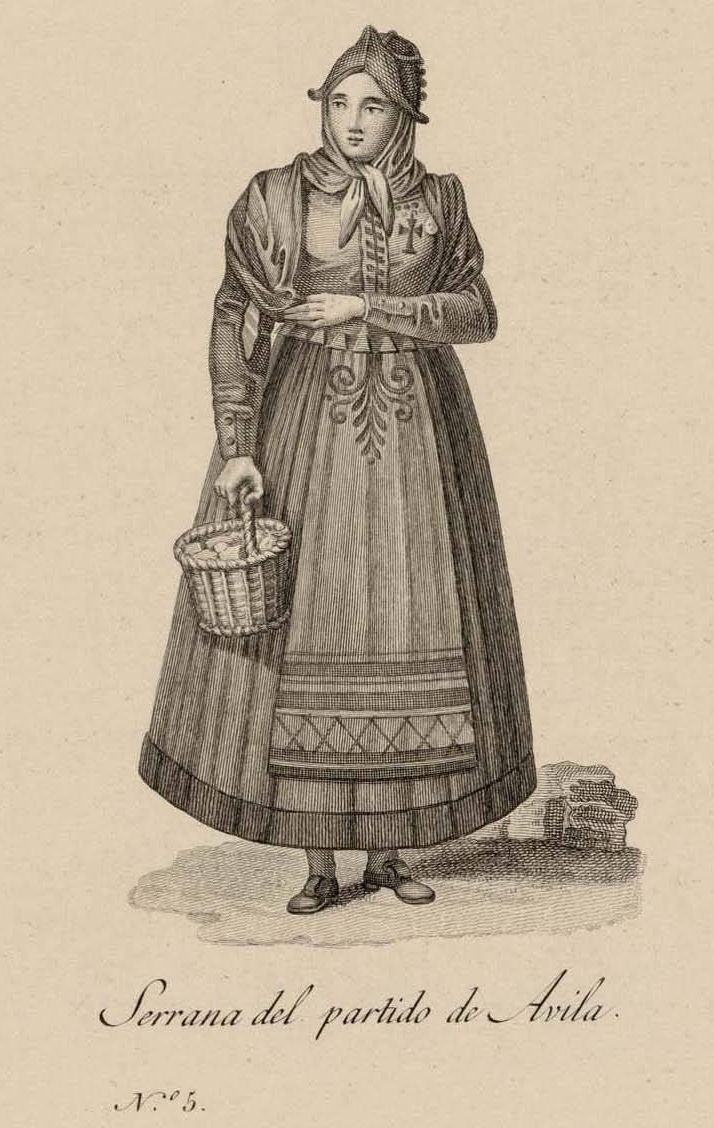
Serrana del partido de Ávila (siglo XIX)

### Edad Moderna
En el siglo XVI en el territorio de la actual provincia se contabilizaba un total de 18 comunidades de villa y tierra: La Adrada, La Horcajada, Arenas, Arévalo, Ávila, El Barco, Bohoyo, Bonilla de la Sierra, Candeleda, Madrigal, El Mirón, Mombeltrán, Las Navas, Piedrahíta, Vahíllo, Villanueva del Campillo, Villafranca de la Sierra y Villatoro.

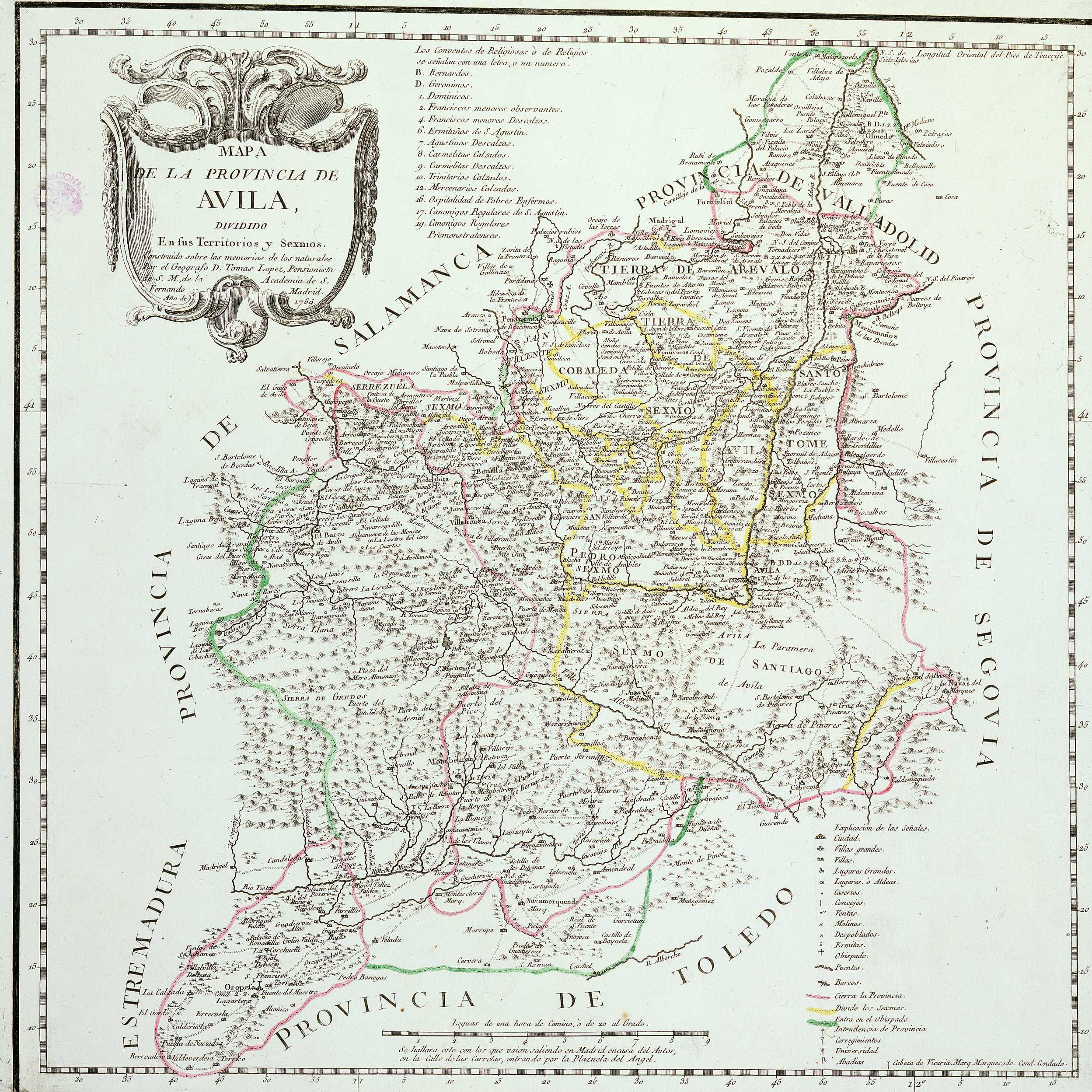
Mapa de Ávila en 1769 realizado por Tomás López

Con la reordenación administrativa del Conde de Floridablanca de 1785, bajo reinado de Carlos III, Ávila era una de las 31 provincias de España. La provincia estaba a su vez dividida en nueve partidos judiciales: partido de Villatoro (con siete pueblos), partido de Bonilla (con ocho pueblos), partido de Villafranca (con tres pueblos) y los estados de las Navas (con tres pueblos), La Adrada (con siete pueblos), Miranda (con ocho pueblos), Mombeltrán (con doce pueblos) —la mayor parte del valle del Tiétar estaba incluido en la provincia de Toledo por aquel entonces—, el partido o Tierra de Ávila, formado por los sexmos de San Juan, Cobaleda, San Vicente, San Pedro, Serrezuela, Santiago y Santo Tomé; y el partido o Tierra de la Villa de Arévalo, formado por los sexmos de Orvita, La Vega, Sinlabajos, Aldeas y Rágama. Además existían pueblos sueltos o eximidos de sexmo o de Partido.

### Edad Contemporánea

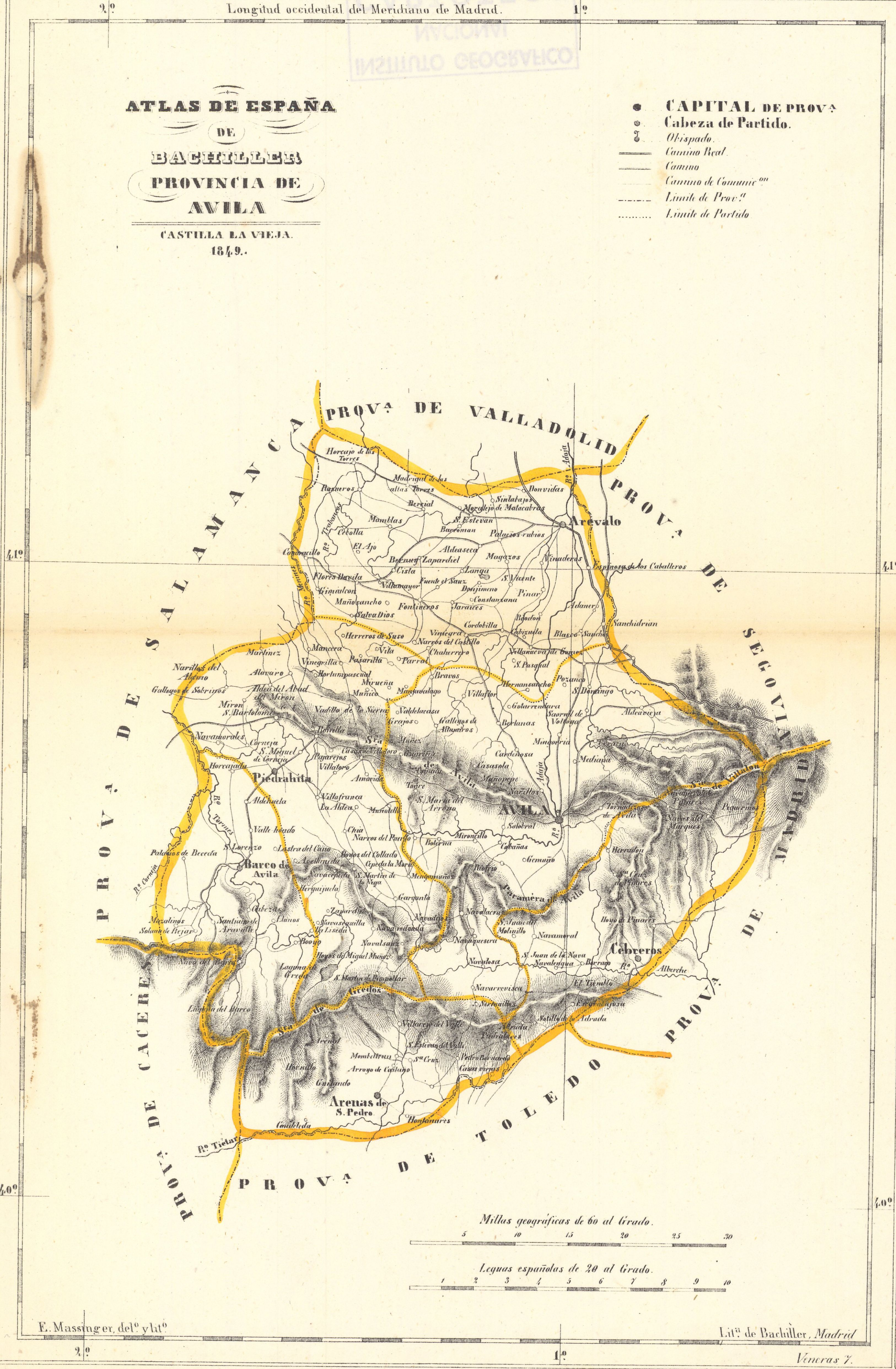
Mapa de Ávila en 1849

A comienzos del siglo XIX se llevó a cabo otra serie de reformas administrativas que afectó a la provincia de Ávila, que cedió a la provincia de Toledo los estados de La Adrada, Mombeltrán, Navamorcuende, Miranda y Oropesa. En resumen, en el año 1805 todos los municipios del actual partido judicial de Arenas de San Pedro pertenecían administrativamente a la provincia de Toledo.
En 1820 la provincia de Ávila quedó organizada en ocho partidos: Ávila, Arévalo, Madrigal, Peñaranda, Villafranca, Mombeltrán, Navamorcuende y Oropesa. En 1821 se puso en tela de juicio la continuidad de la provincia, sobre la base de su pequeño tamaño. En la reforma de 1822 algunas localidades pertenecientes al partido de Arévalo pasaron a pertenecer a Segovia y a Valladolid, mientras que algunos pueblos del distrito de Villacastín pasaron por contrapartida a pertenecer a Ávila.

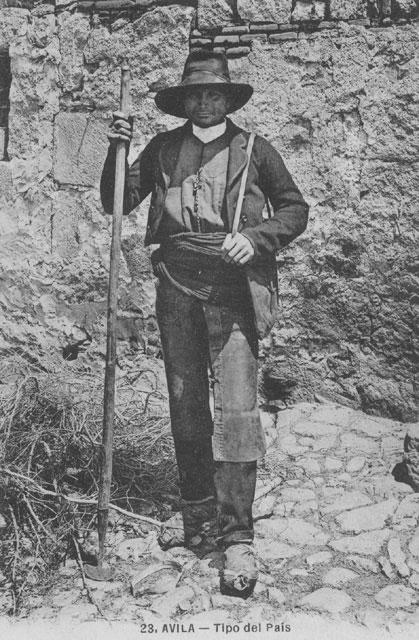
Campesino del país

En 1833, tras la muerte de Fernando VII, el país vuelve a sufrir una nueva reordenación provincial, llevada a cabo por el ministro de Fomento Javier de Burgos. En dicha división, que fijó la mayor parte de los límites actuales de las provincias en España, la provincia de Ávila queda dividida en seis partidos: Ávila, Barco de Ávila, Arenas de San Pedro, Piedrahíta, Arévalo y Cebreros. Asimismo, quedó encuadrada en la región de Castilla la Vieja, una de las dos regiones clasificatorias en que fue dividida Castilla, junto a Santander, Burgos, Logroño, Soria, Segovia, Valladolid y Palencia.
El territorio de la provincia se vio perjudicado por la ocupación francesa durante la Guerra de Independencia —saqueos de Ávila, Arévalo y Arenas de San Pedro—. Durante la Primera Guerra Carlista también fueron frecuentes las partidas de carlistas; una de ellas, por ejemplo, saqueó Candeleda en 1836. La agricultura y la ganadería eran la base de la economía. El sector industrial —artesano— tenía poca importancia en el siglo XIX. Es de reseñar la existencia de dos modelos productivos: en el norte un monocultivo cerealista, capaz de producir excedentes en buenos años pero más expuesto a la miseria y hambruna de la población durante las crisis y en el sur un aprovechamiento más variado del sector agrario-ganadero, menos expuesto a las hambrunas periódicas pero también con menos capacidad para crear excedentes, excepciones hechas del pimentón de Candeleda o de las judías del Barco.
Durante el régimen de la Restauración, la provincia se dividía en cuatro distritos uninominales para las elecciones a Cortes: Arenas de San Pedro, Arévalo, Ávila y Piedrahíta. Los escaños de dos de los cuatro distritos (Arenas de San Pedro y Piedrahíta) fueron principalmente copados por la familia Silvela.
No sería hasta 1965 cuando la provincia de Ávila adoptaría el número de partidos judiciales existentes en la actualidad, cuatro, los partidos de Arévalo, Arenas de San Pedro, Ávila y Piedrahíta. Esta demarcación quedaría fijada definitivamente por la Ley de Demarcación y de planta Judicial el 28 de diciembre de 1988.

## Organización territorial

### Municipios

División municipal de la provincia

La unidad administrativa básica en la que se divide la provincia son los municipios. Existen 248 en la actualidad. El municipio con más habitantes es la capital provincial. El resto de municipios no alcanzan la cifra de 10 000 ciudadanos empadronados. Es destacable un elevado número de ellos con poblaciones por debajo de los 500 habitantes. La extensión promedio del municipio en la provincia es de 32,46 km². Aparte de la capital provincial, entre las localidades destacan en cuanto a población Arévalo y Madrigal de las Altas Torres en la parte norte de la provincia (en la comarca tradicionalmente conocida como La Moraña). En el suroeste de la provincia sobresalen El Barco de Ávila, Piedrahíta y La Horcajada. En el más poblado sur de la provincia, en la vertiente meridional de la sierra de Gredos los municipios con más habitantes de la comarca del valle del Tiétar son los de Arenas de San Pedro, Candeleda, La Adrada, Piedralaves, Casavieja, Mombeltrán y El Arenal. En la parte este de la provincia, en zonas como el valle del Alberche y la Tierra de Pinares caracterizadas por una mayor cercanía a la capital del Estado, Madrid, destacan municipios como Las Navas del Marqués, El Tiemblo, Cebreros, Navaluenga, El Hoyo de Pinares, El Barraco o Burgohondo. De acuerdo con el padrón municipal del INE los veinte municipios más poblados de la provincia en 2023 fueron:
La provincia de Ávila es la 17.ª de España en que existe un mayor porcentaje de habitantes concentrados en su capital (36,37 %, frente a 31,96 % del conjunto de España).

### Entidades locales menores
En la actualidad solo existen 2 entidades locales menores (la denominación con la que se conoce en la comunidad autónoma de Castilla y León a las entidades de ámbito territorial inferior al municipio). Se tratan de Balbarda y Blacha, ambas pertenecientes al municipio de La Torre.

### Partidos judiciales
Atendiendo a la administración judicial la provincia de Ávila está dividida en cuatro partidos judiciales. Esta organización fue fijada en 1988 con la Ley de Demarcación y de planta judicial. Las cabezas de cada partido son los municipios homónimos.
- Partido judicial de Arévalo
- Partido judicial de Arenas de San Pedro
- Partido judicial de Ávila
- Partido judicial de Piedrahíta

### Mancomunidades
Dentro de la provincia múltiples municipios mancomunan entre sí obras y servicios como la recogida de basuras, el abastecimiento de agua, la protección civil, o el fomento del turismo entre otros. Nótese que cada municipio puede pertenecer a diferentes comunidades, ya que éstas no comparten las mismas funciones.
Las mancomunidades inscritas en el registro de entidades locales son las siguientes:
- Mancomunidad Aguas de El Burguillo (El Barraco, Navaluenga y San Juan de la Nava).
- Mancomunidad Alberche (Hoyocasero, Navalacruz, Navalmoral de la Sierra, Navalosa, Navaquesera, Navarredondilla, Navarrevisca, Navatalgordo, San Juan de la Nava, San Juan del Molinillo, Serranillos y Villanueva de Ávila).
- Mancomunidad Cañada Real (Fresnedilla, Higuera de las Dueñas, Santa María del Tiétar y Sotillo de la Adrada).
- Mancomunidad Pinares de Ávila (Cebreros, Herradón de Pinares, San Bartolomé de Pinares y Santa Cruz de Pinares).
- Mancomunidad Pueblos de la Moraña (Las Berlanas, Hernansancho, El Oso, San Pascual y Villanueva de Gómez).
- Mancomunidad Ribera del Adaja (Adanero, Aveinte, Las Berlanas, Blascosancho, El Bohodón, Cardeñosa, Gotarrendura, Hernansancho, Mingorría, Monsalupe, El Oso, Pajares de Adaja, Peñalba de Ávila, Pozanco, Sanchidrián, San Esteban de los Patos, Santo Domingo de las Posadas, Tiñosillos, Vega de Santa María y Velayos).

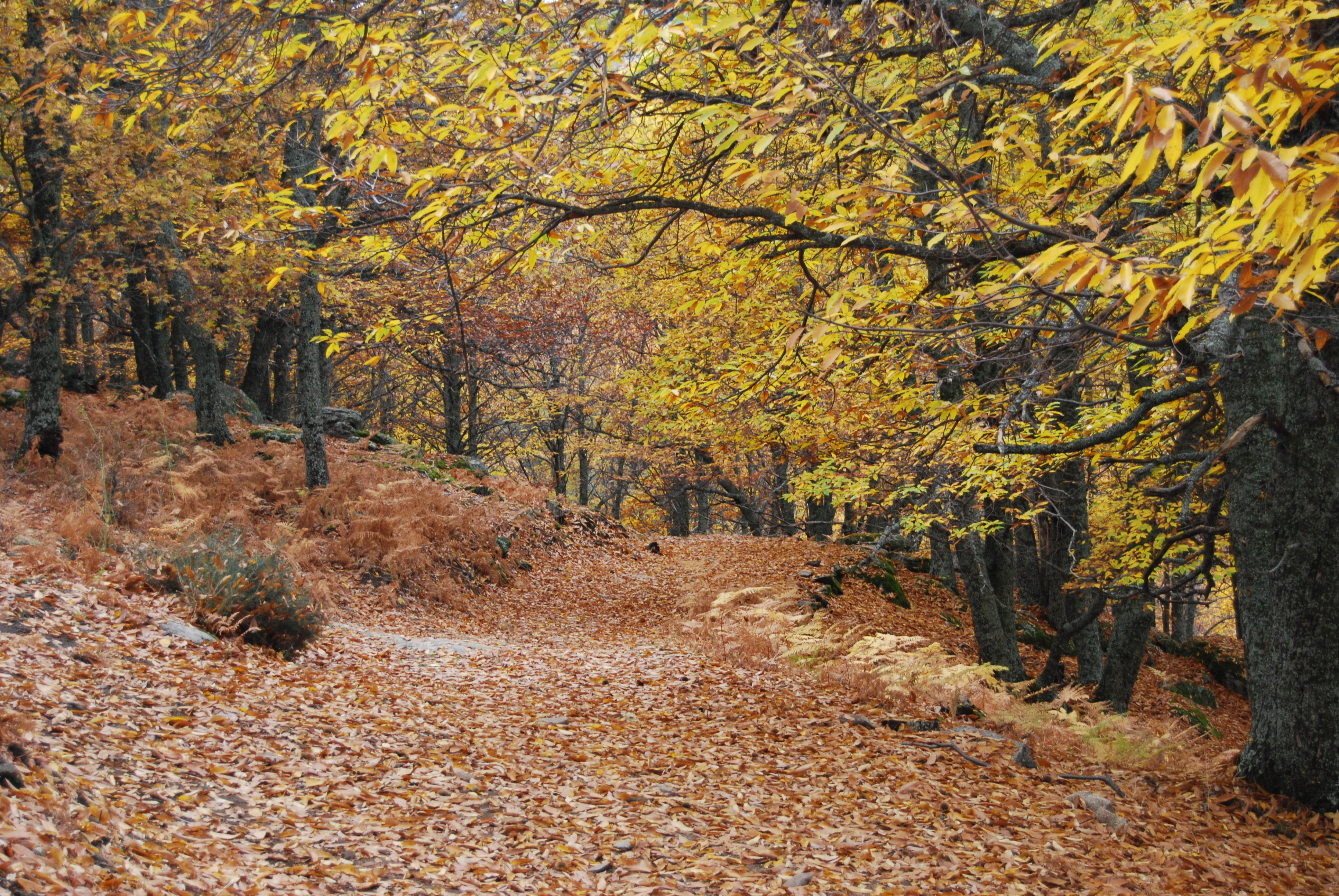
Castañar de El Tiemblo, en la parte sureste de la provincia

- Mancomunidad Sierra de Ávila-Este (Bularros, Casasola, Cillán, Chamartín, Gallegos de Altamiros, Gallegos de Sobrinos, Grandes y San Martín, Hurtumpascual, Manjabálago y Ortigosa de Rioalmar, Marlín, Martiherrero, Muñico, Narrillos del Rebollar, Sanchorreja, San Juan del Olmo, Solana de Rioalmar y Valdecasa).
- Mancomunidad Sierra de Gredos-Central (Bohoyo, Navalperal de Tormes, Zapardiel de la Ribera, San Juan de Gredos y Santiago del Tormes).
- Mancomunidad Tierras de Moraña (Albornos, Aldeaseca, Bernuy-Zapardiel, Blascomillán, Brabos, Cabezas de Alambre, Cabezas del Pozo, Cabizuela, Canales, Cantiveros, Cisla, Collado de Contreras, Constanzana, Crespos, Donjimeno, Donvidas, Flores de Ávila, Fontiveros, Fuente el Saúz, Fuentes de Año, Gimialcón, Herreros de Suso, Mancera de Arriba, Muñogrande, Muñomer del Peco, Muñosancho, Narros del Castillo, Narros de Saldueña, Palacios de Goda, Papatrigo, El Parral, Pedro-Rodríguez, Riocabado, Rivilla de Barajas, Salvadiós, San Juan de la Encinilla, San Pedro del Arroyo, Santo Tomé de Zabarcos, San Vicente de Arévalo, Sigeres, Sinlabajos, Villaflor, Villanueva del Aceral, Viñegra de Moraña y Vita).
- Mancomunidad Valle de Amblés (Amavida, La Colilla, El Fresno, Gemuño, La Hija de Dios, Mengamuñoz, Mironcillo, Muñana, Muñogalindo, Muñopepe, Muñotello, Narros del Puerto, Niharra, Padiernos, Poveda, Pradosegar, Salobral, Santa María del Arroyo, La Serrada, Solosancho, Sotalbo, Tornadizos de Ávila, La Torre, Vadillo de la Sierra, Villanueva del Campillo y Villatoro).
- Mancomunidad Valle del Tiétar (Casavieja, Gavilanes, Lanzahíta, Mijares y Pedro Bernardo).

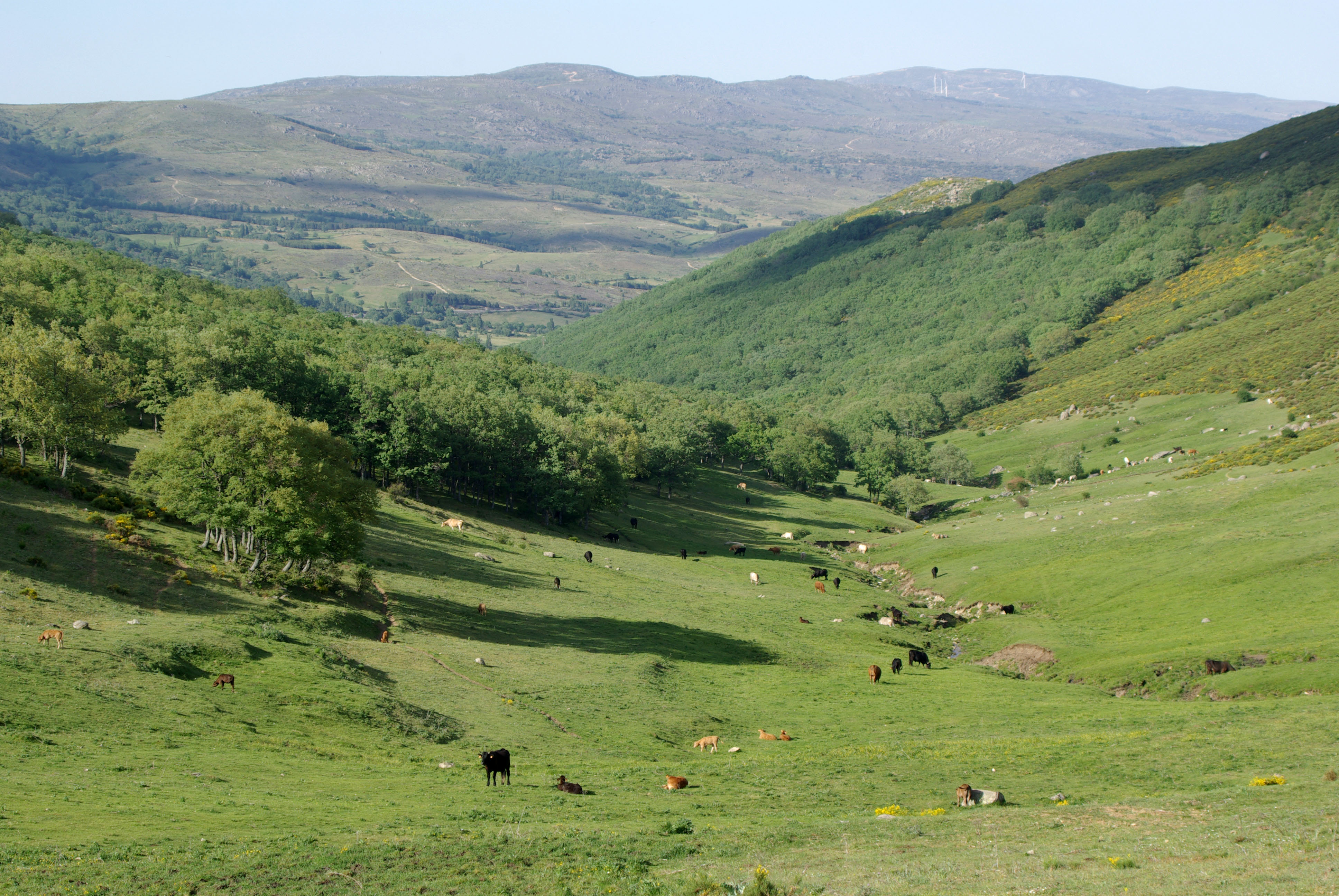
Nacimiento del río Adaja, cerca de Villatoro

- Mancomunidad de Aguas Presa de Santa Cruz de Pinares (Herradón de Pinares, San Bartolomé de Pinares y Santa Cruz de Pinares).
- Mancomunidad de Aguas de la Presa de Gamonal (Cabezas del Villar, Gallegos de Sobrinos, Hurtumpascual, Manjabálago y Ortigosa de Rioalmar, Mirueña de los Infanzones, Muñico, San García de Ingelmos, San Juan del Olmo y Solana de Rioalmar.
- Mancomunidad de Aguas de Piedrahíta-Malpartida de Corneja (Malpartida de Corneja y Piedrahíta).
- Mancomunidad de Municipios Agua los Arenales (Aldeaseca, Arévalo, Canales, Fuente el Saúz, Fuentes de Año, Langa, Nava de Arévalo, Palacios de Goda y Villanueva del Aceral).
- Mancomunidad de Municipios Bajo Tiétar (El Arenal, Arenas de San Pedro, Candeleda, Cuevas del Valle, Guisando, El Hornillo, Mombeltrán, Poyales del Hoyo, San Esteban del Valle, Santa Cruz del Valle y Villarejo del Valle).
- Mancomunidad de Municipios Barranco de las Cinco Villas (Cuevas del Valle, Mombeltrán, San Esteban del Valle, Santa Cruz del Valle y Villarejo del Valle).
- Mancomunidad de Municipios Berrocal-La Horcajada (La Horcajada, Santa María del Berrocal y Villar de Corneja).
- Mancomunidad de Municipios Los Galayos (El Arenal, Guisando, El Hornillo).
- Mancomunidad de Municipios Sierra de Ávila (Arevalillo, Becedillas, Cabezas del Villar, Collado del Mirón, Malpartida de Corneja, Martínez, El Mirón, Narrillos del Álamo, Pascualcobo, San Miguel de Serrezuela, Zapardiel de la Cañada y Diego del Carpio).
- Mancomunidad de Municipios de la Comarca La Moraña (Adanero, Albornos, Aldeaseca, Arévalo, Barromán, Bercial de Zapardiel, Las Berlanas, Bernuy-Zapardiel, Cabezas de Alambre, Cabezas del Pozo, Cabizuela, Canales, Cantiveros, Castellanos de Zapardiel, Cisla, Collado de Contreras, Constanzana, Crespos, Donjimeno, Donvidas, Espinosa de los Caballeros, Flores de Ávila, Fontiveros, Fuente el Saúz, Fuentes de Año, Gimialcón, Gotarrendura, Gutierre-Muñoz, Hernansancho, Herreros de Suso, Horcajo de las Torres, Langa, Madrigal de las Altas Torres, Mamblas, Moraleja de Matacabras, Muñomer del Peco, Muñosancho, Narros del Castillo, Narros de Saldueña, Nava de Arévalo, Orbita, El Oso, Palacios de Goda, Papatrigo, El Parral, Pedro-Rodríguez, Peñalba de Ávila, Rasueros, Riocabado, Rivilla de Barajas, Salvadiós, Sanchidrián, San Esteban de Zapardiel, San Juan de la Encinilla, San Pascual, San Pedro del Arroyo, San Vicente de Arévalo, Sinlabajos, Vega de Santa María, Villaflor, Villanueva de Gómez, Villanueva del Aceral, Viñegra de Moraña y Vita).
- Mancomunidad de Municipios de la Comarca de Gredos (Cepeda la Mora, Garganta del Villar, Hoyos del Collado, Hoyos del Espino, Hoyos de Miguel Muñoz, Navadijos, Navarredonda de Gredos, San Martín de la Vega del Alberche y San Martín del Pimpollar).
- Mancomunidad de Municipios de la Comarca de Madrigal de las Altas Torres (Barromán, Bercial de Zapardiel, Blasconuño de Matacabras, Castellanos de Zapardiel, Horcajo de las Torres, Langa, Madrigal de las Altas Torres, Mamblas, Moraleja de Matacabras, Rasueros y San Esteban de Zapardiel).
- Mancomunidad de Servicios Alberche-Burguillo (El Barraco, Burgohondo, Navaluenga).
- Mancomunidad de Servicios Casagrande (Cebreros, Herradón de Pinares, El Hoyo de Pinares, Navalperal de Pinares, Las Navas del Marqués, Peguerinos, San Bartolomé de Pinares, Santa Cruz de Pinares y El Tiemblo.
- Mancomunidad de Servicios de Barco y Piedrahíta (Aldeanueva de Santa Cruz, La Aldehuela, Avellaneda, El Barco de Ávila, Becedas, La Carrera, Gilbuena, Gil García, Hoyorredondo, Junciana, El Losar del Barco, Los Llanos de Tormes, Medinilla, Nava del Barco, Navalonguilla, Navatejares, Neila de San Miguel, Piedrahíta, Puerto Castilla, San Bartolomé de Béjar, San Bartolomé de Corneja, San Lorenzo de Tormes, San Miguel de Corneja, Santa María de los Caballeros, Santiago del Collado, Solana de Ávila, Tormellas y Umbrías).

- Mancomunidad de Servicios del Alto Tiétar (La Adrada, Piedralaves y Sotillo de la Adrada).

### Comarcas
La provincia no cuenta con una división comarcal administrativamente funcional, pero la diputación realiza una «comarcalización» del territorio con objeto de la promoción turística.
Según la Diputación Provincial:
- Comarca de Arenas de San Pedro (Valle del Tiétar)
- Comarca de Arévalo (La Moraña)
- Comarca de Ávila (Valle de Amblés y Sierra de Ávila)
- Comarca de Burgohondo - El Tiemblo - Cebreros (Valle del Alberche y Tierra de Pinares)
- Comarca de El Barco de Ávila-Piedrahíta (Valle del Tormes)

### Borrador de unidades básicas de organización del territorio
En 2015 la Junta de Castilla y León presentó un plan de organización del territorio, que refrendado por 2/3 de los procuradores de las Cortes, dividiría la comunidad autónoma en unidades básicas (UBOST) para la prestación de servicios y organización del territorio, adjuntando un borrador con las diferentes divisiones en cada provincia. El borrador para la provincia de Ávila incluía 20 unidades básicas de ordenación del territorio rurales y una urbana (el municipio de Ávila). Una de las UBOST rurales, Tierra de Arévalo, incluyó en el borrador municipios de la provincia de Segovia, mientras que una UBOST de la provincia de Segovia incluyó el municipio abulense de Maello.

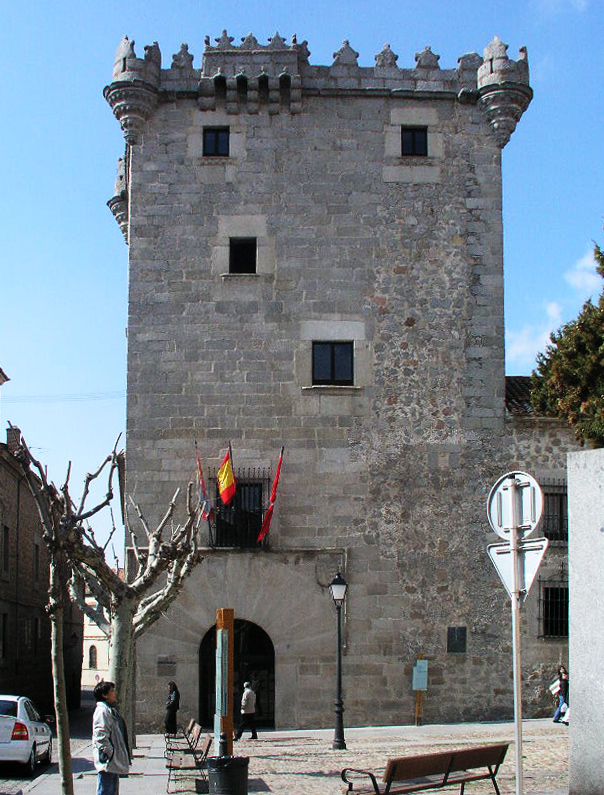
Edificio del Torreón de los Guzmanes, sede de la diputación provincial

1. Moraña Norte (rural)
2. Moraña Sur (rural)
3. Moraña Sierra (rural)
4. Tierra de Arévalo (rural)
5. Sierra de Ávila (rural)
6. Ávila Rural (rural)
7. Valle del Corneja (rural)
8. Valle Amblés (rural)
9. Valle Amblés Sierra (rural)
10. Barco Aravalle (rural)
11. Gredos (rural)
12. Alberche (rural)
13. Alberche Pinares Oeste (rural)
14. Alberche Pinares Este (rural)
15. Pinares (rural)
16. Tiétar Candeleda (rural)
17. Bajo Tiétar (rural)
18. Cinco Villas (rural)
19. Tiétar Centro (rural)
20. Alto Tiétar (rural)
21. Ávila (Urbana)

## Política
Diputación provincial
La diputación es la institución a la que corresponde el gobierno y la administración de la provincia de Ávila. La sede de la diputación se encuentra en la ciudad de Ávila, en el edificio del Torreón de los Guzmanes. De acuerdo con los resultados de las elecciones de locales de 2019, la composición del pleno de la diputación —formado por un total de 25 diputados provinciales y establecido mediante elección indirecta a partir de los resultados en las elecciones de los municipios— para la legislatura 2019-2023 es de 12 diputados del Partido Popular, 8 del Partido Socialista Obrero Español, 4 de Por Ávila y 1 de Cs.
| Corporación provincial 2019-2023 |                                          |                        |
| Formación política               | Formación política                       | Diputados provinciales |
|                                  | Partido Popular (PP)                     | 12                     |
|                                  | Partido Socialista Obrero Español (PSOE) | 8                      |
|                                  | Por Ávila (XAV)                          | 4                      |
|                                  | Ciudadanos-Partido de la Ciudadanía (Cs) | 1                      |

Comunidad autónoma
La provincia cuenta con una delegación territorial de la Junta de Castilla y León —el órgano de gobierno de la comunidad autónoma— situada en la ciudad de Ávila. La circunscripción electoral para las elecciones a Cortes de Castilla y León coincide con las provincias, eligiéndose los procuradores de la provincia de Ávila mediante un sistema proporcional de listas cerradas tipo D'Hondt.

«Cada provincia constituirá una circunscripción electoral asignándose a cada una de ellas un número inicial de tres Procuradores y uno más por cada cuarenta y cinco mil habitantes o fracción superior a veintidós mil quinientos».
Ley Electoral de Castilla y León

Le corresponden por tanto a Ávila 7 procuradores en las Cortes de Castilla y León —el parlamento autonómico—.
| Relación de procuradores electos en la provincia para la IX Legislatura de las Cortes de Castilla y León |     |
| Partido                                                                                                  | N.º |
| PP | 3   |
| PSOE | 2   |
| Cs | 1   |
| Xav | 1   |

Representación en las Cortes Generales
La provincia también es circunscripción electoral para las elecciones generales en España. De acuerdo con la ley electoral a la provincia de Ávila le corresponden 3 escaños en el Congreso de los Diputados además de elegir 4 senadores.

## Demografía
De los 158 498 habitantes empadronados en 2018 en la provincia, aproximadamente un 36 % vive en la capital, la ciudad de Ávila. La densidad de población de la provincia, de solamente 19,69 hab./km², es muy inferior a la del promedio del estado, 92,91 hab./km². 
| Gráfica de evolución de la población urbana de la provincia entre 1787 y 2018 |
|                                                                               |
| Porcentaje sobre el total de la población urbana, 1787-2018.                  |

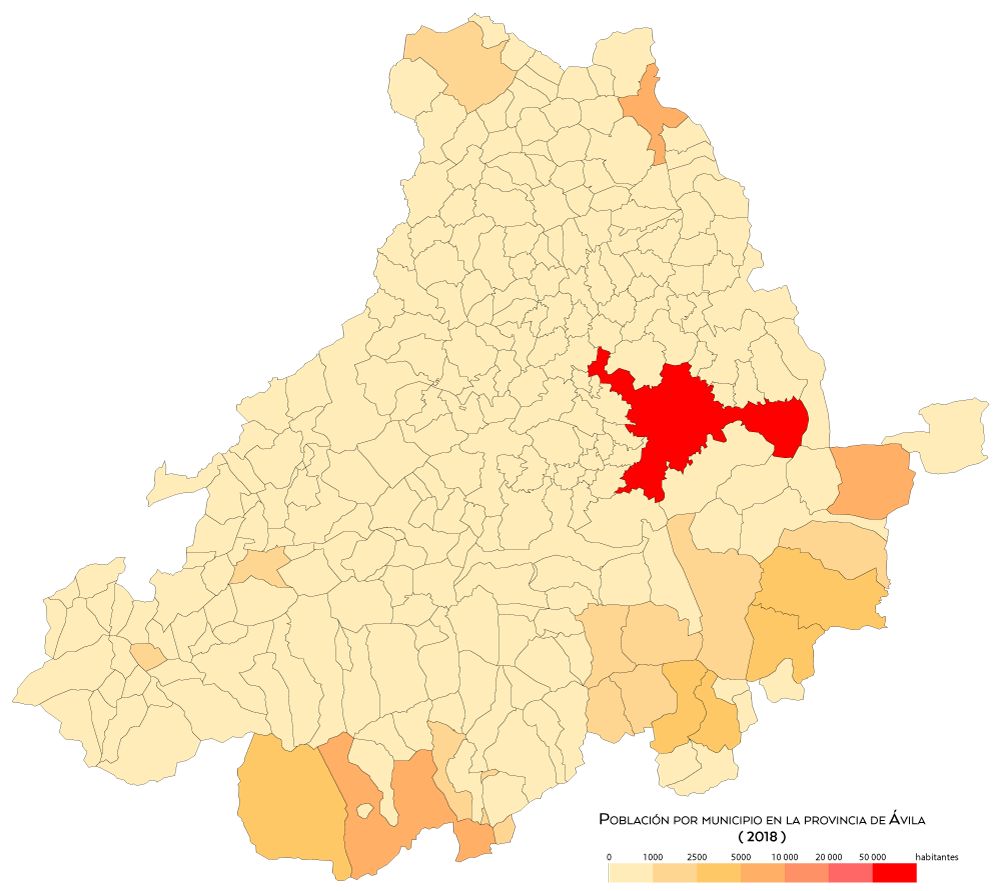
Población por municipio en 2018
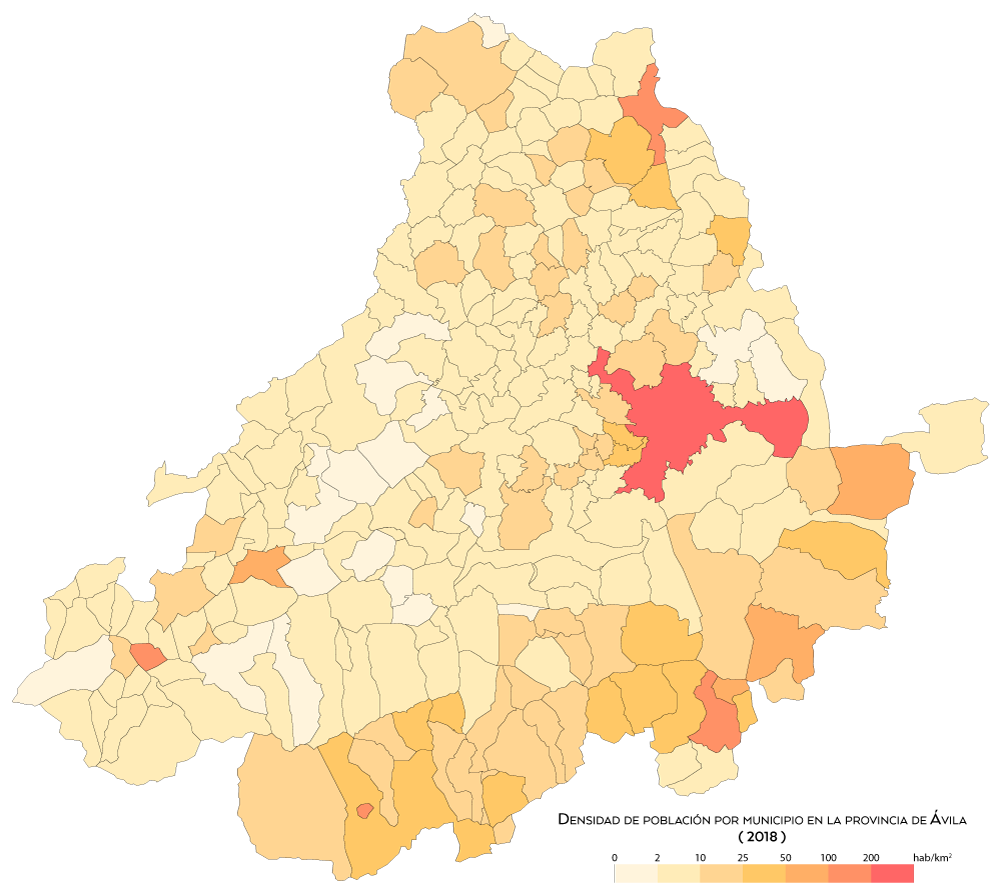
Densidad de población por municipio en 2018
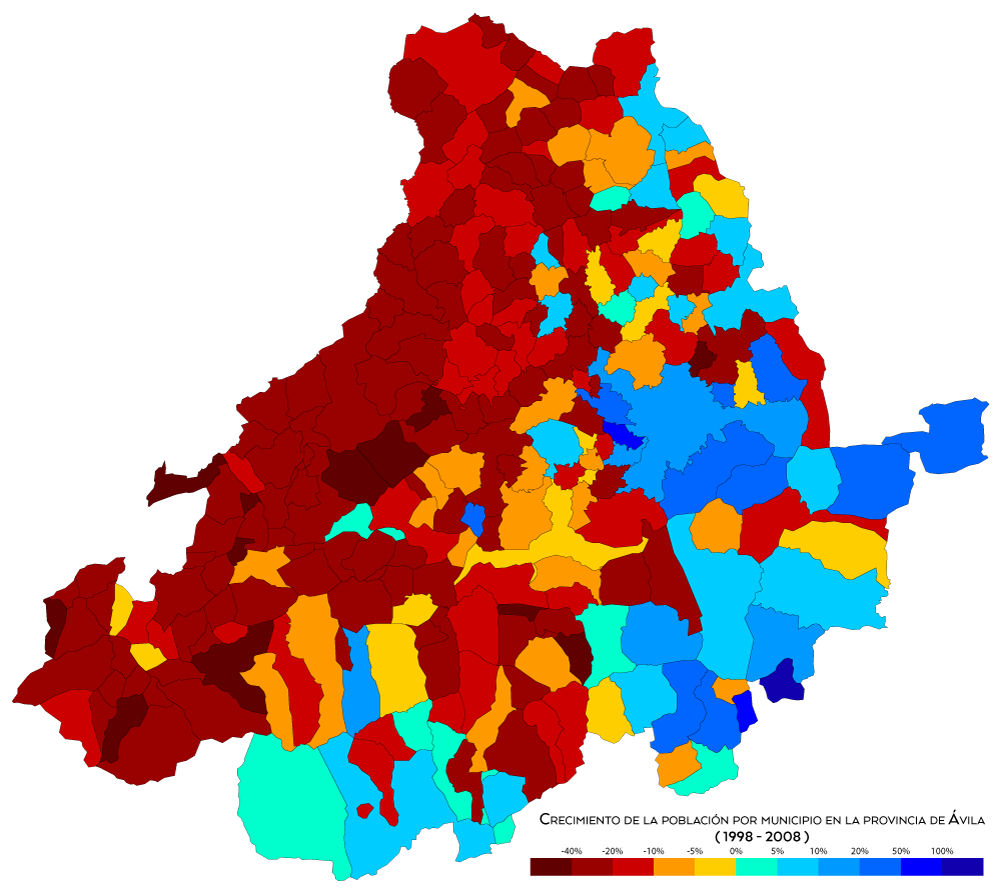
Crecimiento de la población entre 1998 y 2008
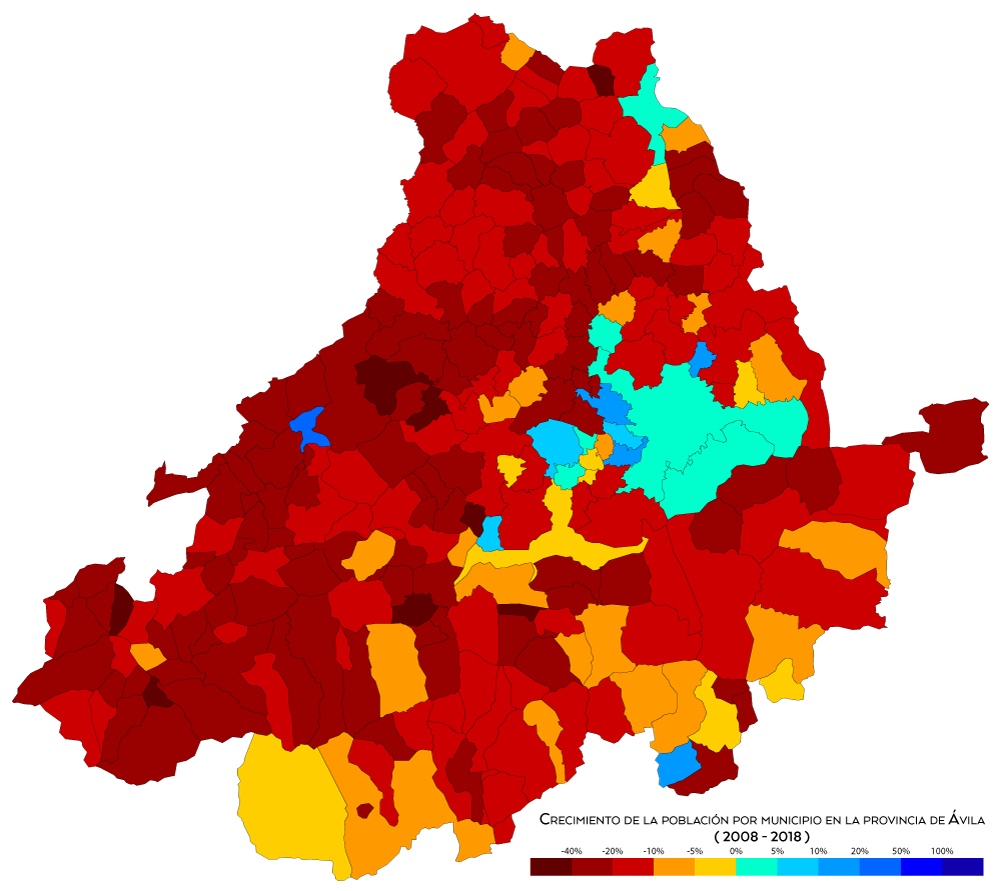
Crecimiento de la población entre 2008 y 2018

Evolución histórica
A partir de las últimas décadas del siglo XVI y hasta la década de 1630 se produjo un gran decrecimiento de la población, pudiendo llegar este a un 40 %. La fase de crecimiento que continuó a este fue débil y no exenta de recesos puntuales. En los albores de la Edad Contemporánea es probable que aún no se hubiera recuperado el máximo poblacional del siglo XVI. Tras la Guerra de Independencia, la población aumentó de manera más significativa que en el periodo anterior.
| Gráfica de evolución demográfica de la provincia de Ávila entre 1842 y 2018 |
| |
| Población de derecho (1842-1897, excepto 1857 y 1860 que es población de hecho) según los censos de población del siglo XIX. Población de derecho (1900-1991) o población residente (2001 y 2011) según los censos de población del INE. Población según el padrón municipal de 2018 del INE. |

Los municipios que cuentan con un mayor crecimiento debido a su cercanía con la Comunidad de Madrid son Sotillo, La Adrada, Las Navas del Marqués y Arenas de San Pedro. Otros, como Arévalo, crecen debido a la cercanía a Valladolid.

## Comunicaciones

### Red de carreteras

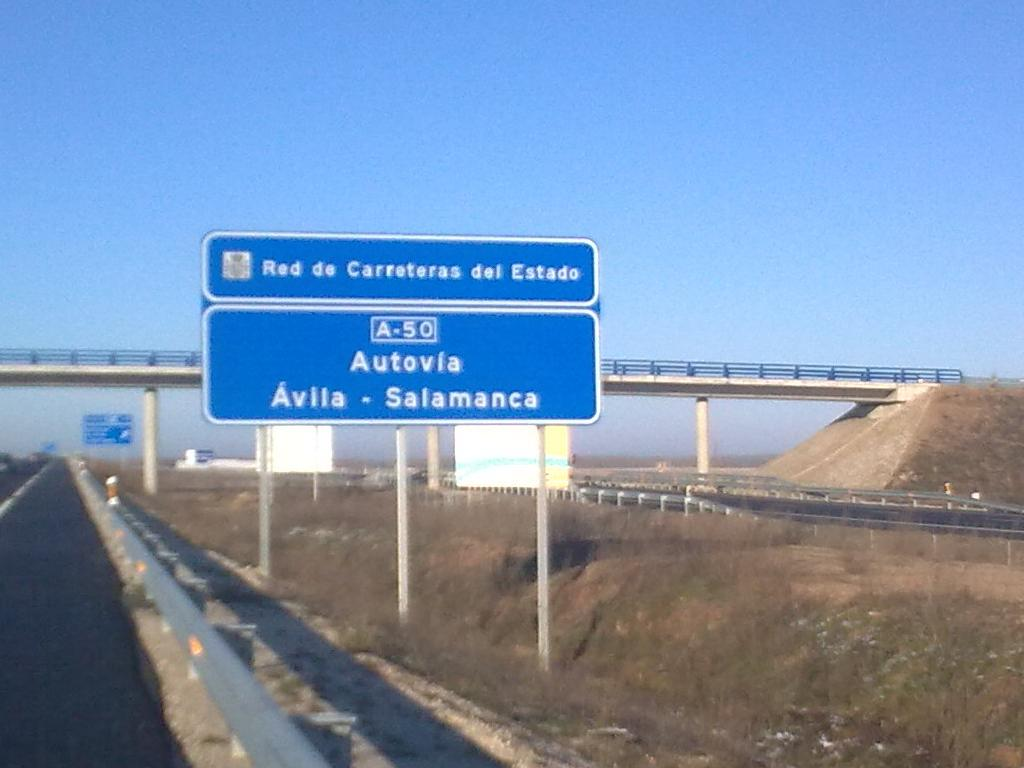
Cartel informativo de la autovía
A-50, que comunica la capital de la provincia con la ciudad de Salamanca

La autopista A-6 de la red estatal —o autopista del Noroeste—, que comunica la capital del estado, Madrid, con el noroeste de España, tiene un tramo que discurre por el noreste de la provincia en dirección SE-NO. Pasa entre otras localidades por Arévalo o Sanchidrián. Sus tramos de peaje reciben la denominación AP-6. La autovía A-50 es otra vía rápida que comunica la capital de provincia con Salamanca, capital de la provincia homónima.
| Nombre   | Inicio y fin                                                    | Ciudades de la provincia por donde pasa         |
| -------- | --------------------------------------------------------------- | ----------------------------------------------- |
| A-6/AP-6 | Madrid-La Coruña                                                | Adanero, Sanchidrián, Arévalo, Palacios de Goda |
| A-50     | Ávila-Salamanca                                                 | Ávila, San Pedro del Arroyo                     |
| AP-51    | Villacastín-Ávila                                               | Ávila                                           |
| N-6      | Madrid-La Coruña                                                | Maello, Sanchidrián, Adanero, Arévalo           |
| N-110    | San Esteban de Gormaz-Plasencia                                 | Ávila, Piedrahíta, El Barco de Ávila            |
| N-403    | Toledo-Martín Muñoz de las Posadas                              | El Tiemblo, El Barraco, Ávila, Adanero          |
| N-501    | Ávila-Salamanca                                                 | Ávila                                           |
| N-502    | La Serrada-Espiel                                               | Solosancho, Mombeltrán                          |
| CL-501   | Del límite con la comunidad de Madrid al límite con Extremadura | Sotillo de la Adrada, Piedralaves, Lanzahíta    |
| CL-505   | De Ávila al límite con la Comunidad de Madrid                   | Ávila, Las Navas del Marqués                    |
| CL-507   | Sanchidrián - San Pedro del Arroyo                              | Hernansancho                                    |
| CL-510   | Salamanca - Piedrahíta                                          | Piedrahíta                                      |
| CL-605   | Segovia - Zamora                                                | Arévalo, Madrigal de las Altas Torres           |
| CL-610   | Valladolid - Peñaranda de Bracamonte                            | Madrigal de las Altas Torres                    |

### Ferrocarril

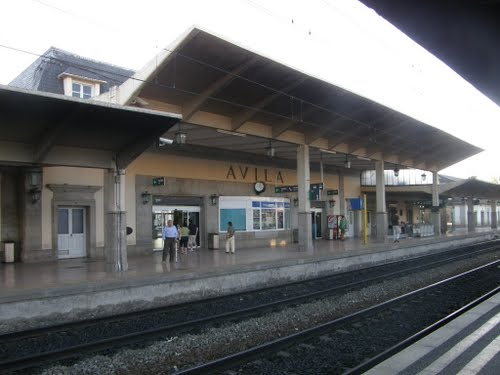
Estación de tren de Ávila

La provincia cuenta con servicios de tren de viajeros de media y larga distancia operados por Renfe Operadora, que comunican la capital provincial y otras localidades de la provincia, como Arévalo, con ciudades como Madrid y Valladolid.

### Abono de Transportes de la Comunidad de Madrid
El 1 de mayo de 2007 entró en vigor en la capital abulense, y en diversos municipios del sur de la provincia, al igual que en otros municipios segovianos, el abono de transportes de la Comunidad de Madrid
Dicho abono está formado por un título concertado con las líneas de autobús y tren que enlazan con la capital madrileña, más el título C2 que permite la movilidad por toda la red de transportes de toda la Comunidad de Madrid.

## Cultura

### Patrimonio histórico-artístico

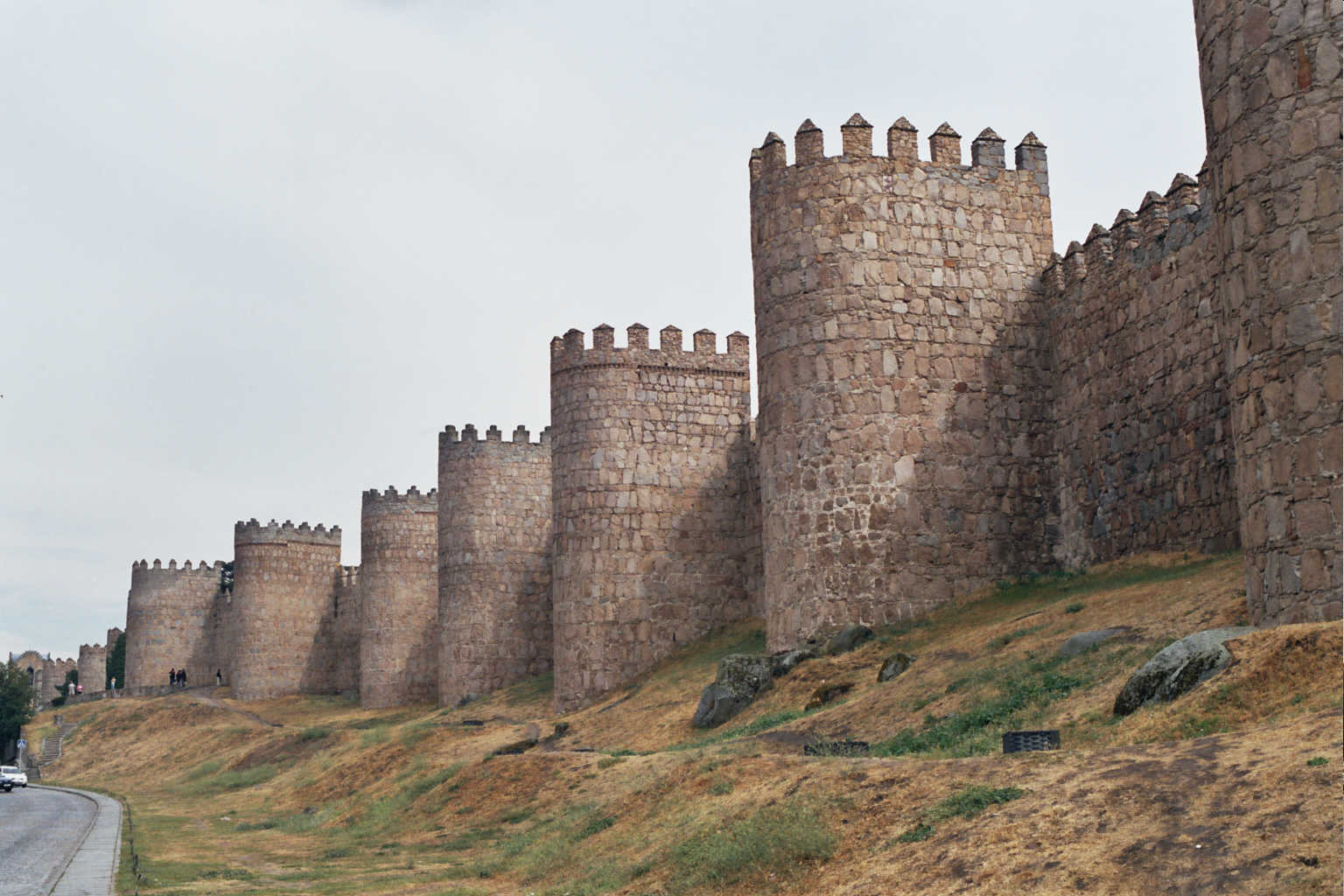
Murallas de Ávila

El casco histórico de la ciudad de Ávila, en el que destaca su recinto amurallado medieval y su catedral gótica, figura desde 1985 en la lista de lugares calificados por la UNESCO como Patrimonio de la Humanidad.
En la provincia existían en 2009 un total de 97 ítems catalogados como bienes de interés cultural, por debajo en este aspecto de otras provincias de la comunidad. Entre ellos se encuentran castillos y fortificaciones como las Murallas de Ávila, la Muralla de Madrigal de las Altas Torres, el Castillo-Palacio de Magalia en Las Navas del Marqués, el castillo de la Triste Condesa en Arenas de San Pedro o el castillo de Manqueospese; yacimientos arqueológicos como los castros de Ulaca, el Raso o el de la Mesa de Miranda; y edificios religiosos como la catedral del Salvador en Ávila, o las iglesias de Santa María la Mayor y San Martín en Arévalo. Los cascos históricos de Ávila y de las localidades de Arévalo, Piedrahíta, Guisando y Bonilla de la Sierra reciben también la calificación de bien de interés cultural con la categoría de «conjunto histórico».
Castillos

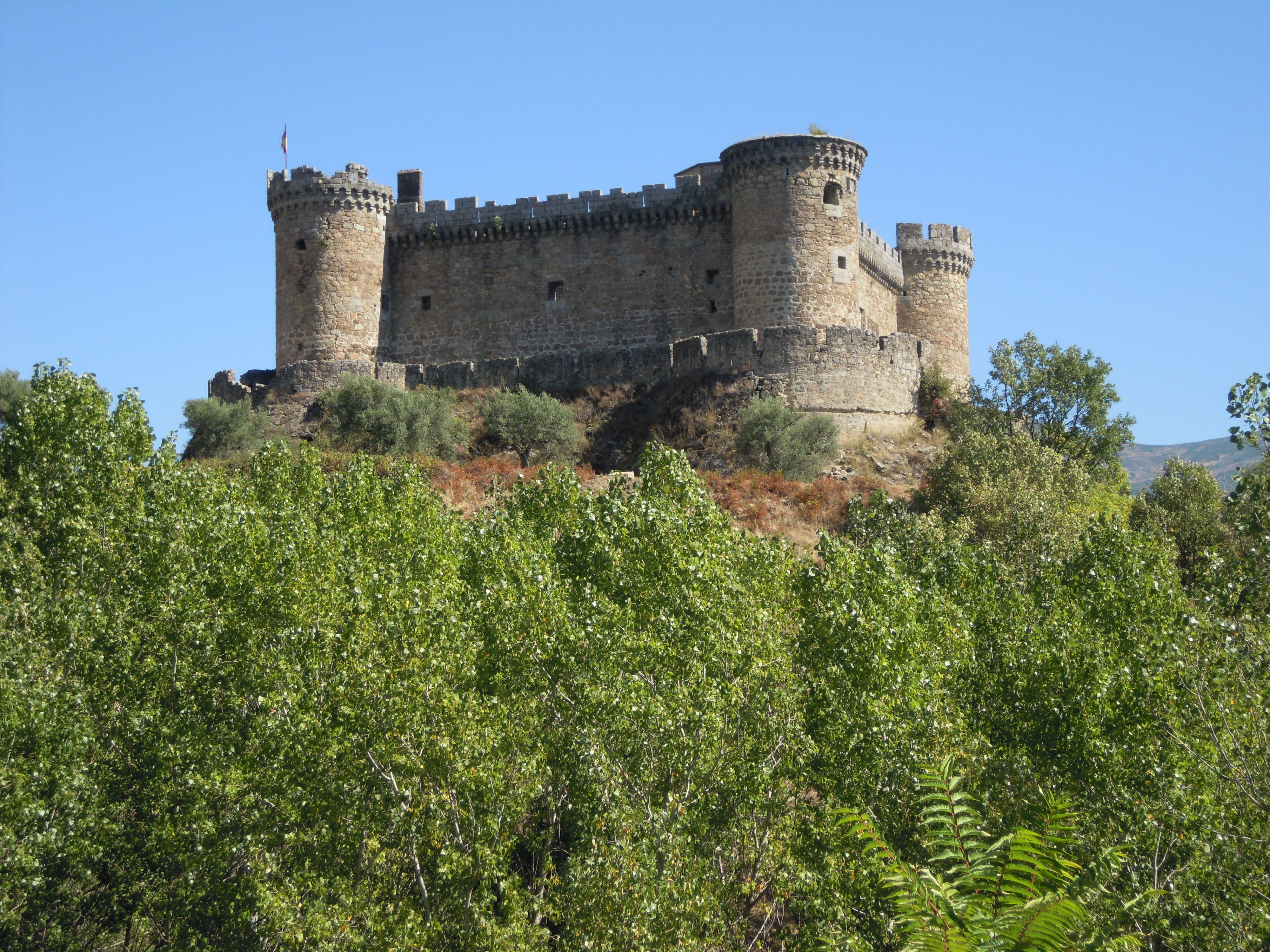
Castillo de Mombeltrán

Entre los castillos construidos en la Edad Media y comienzos de la Edad Moderna en la provincia se encuentran las siguientes fortificaciones:
| - Castillo-Palacio de Magalia - Castillo de Arenas de San Pedro - Castillo de Narros de Saldueña (o del duque de Montellano) - Castillo de Villaviciosa - Castillo de Bonilla de la Sierra - Castillo de El Barco de Ávila | - Castillo de Mombeltrán - Castillo de Arévalo - Castillo de La Adrada - Castillo de Villaviciosa - Castillo de Manqueospese - Castillo de El Mirón - Castillo de Rivilla de Barajas (o de Castronuevo) |

Verracos

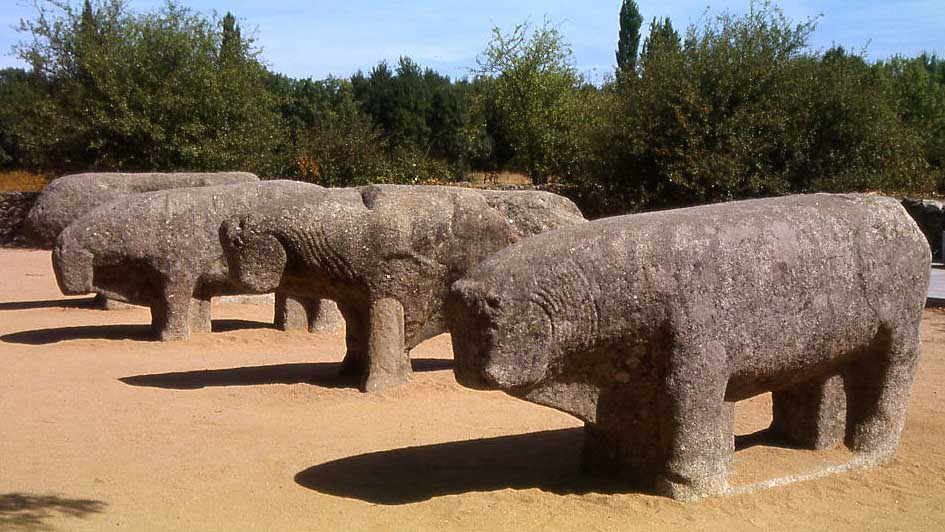
Los cuatro toros de Guisando

En la provincia de Ávila existe un notable número de verracos de piedra. Los verracos son esculturas zoomorfas que suelen representar principalmente toros o cerdos erigidas en un área donde predominaba la cultura vetona —un pueblo prerromano de origen celta de la Edad del Hierro— que comprendía buena parte de la meseta norte y del valle del Tajo en España y también en Portugal. Algunos ejemplos de estas esculturas en Ávila son:
| - Los Toros de Guisando - Verraco de Chamartín - Verraco de las Cogotas - Verraco de Mingorría - Verraco de Santa María del Arroyo | - Verraco de Solosancho - Verraco de La Torre - Verraco de Villaviciosa |

### Gastronomía

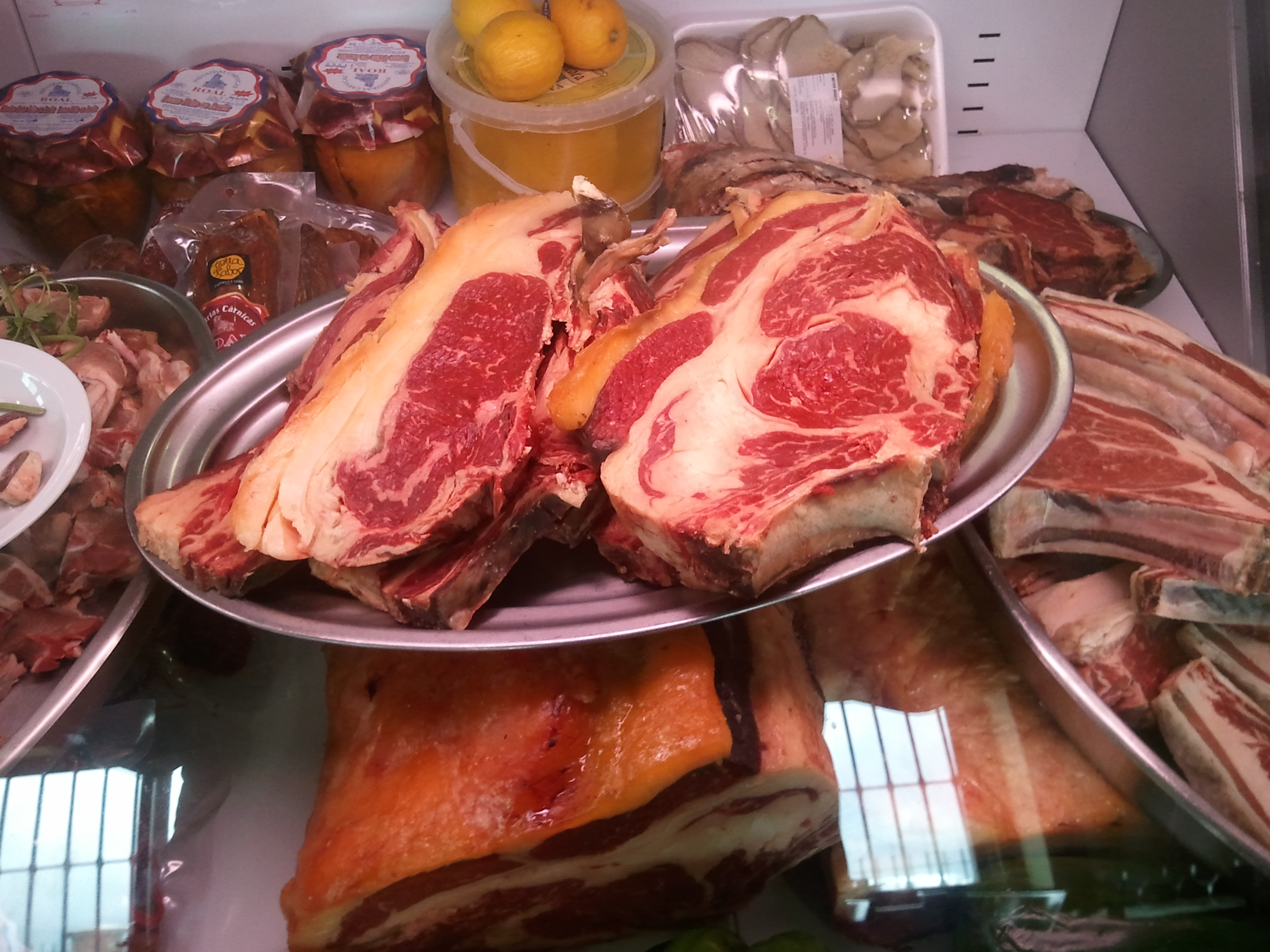
Chuletón de Ávila en un establecimiento

Entre sus platos más emblemáticos se encuentran las patatas revolconas, la sopa de ajo castellana, las judías del Barco de Ávila guisadas, el chuletón de Ávila, el cochinillo asado (denominado también lechón asado), el cocido, la morcilla de cebolla, los torreznos, los huevos rotos, la ternera abulense, el hornazo, la gallina en pepitoria, las manos de cerdo, la sopa de pan, los huevos al plato, el conejo a la cazadora (asado), la bolla de chicharrones y las famosas yemas de Ávila también conocidas como yemas de Santa Teresa.